# Роль России в гражданской войне в Сирии

Россия и Сирия

С самого начала гражданского противостояния в Сирии весной 2011 года Россия оказывала дипломатическую поддержку президенту Башару Асаду, блокируя (совместно с КНР) в Совете Безопасности ООН проекты антисирийских резолюций западных и арабских стран, предполагавшие наложение санкций, либо даже военную интервенцию, против правительства Асада. Россия поддержала сирийское правительство поставками оружия, военной техники и боеприпасов, а также организацией обучения специалистов и предоставлением военных советников.
Российское руководство с самого начала заняло чёткую позицию по Сирии, несмотря на резкие разногласия с США и Европой. Отказываясь использовать своё влияние для давления на президента Асада и призывая обе враждующие стороны совместно добиваться национального примирения, российское руководство было уверено, что исходит из равновзвешенной позиции.
Позиция России по Сирии определяется её представлениями о миропорядке, согласно которым применение силы должно осуществляться под контролем ООН, а смена режимов за счёт вмешательства извне недопустима. Российское руководство расценивало «арабскую весну» как исламистскую революцию, в которой на первый план выходят экстремисты. Оно опасалось радикализации конфликта в Сирии и его распространения на другие страны.
В сентябре 2015 года Совет Федерации в ответ на просьбу президента Сирии Башара Асада дал согласие на использование российских Вооружённых сил для борьбы с терроризмом в Сирии (т. н. «Исламским государством»). 30 сентября 2015 авиационная группа ВВС России в Сирии начала нанесение ударов по объектам антиправительственных сил.
При этом администрация США обвиняла Россию в том, что цель её участия в конфликте заключалась не в борьбе с «Исламским государством», а в содействии сохранению власти Башара Асада.

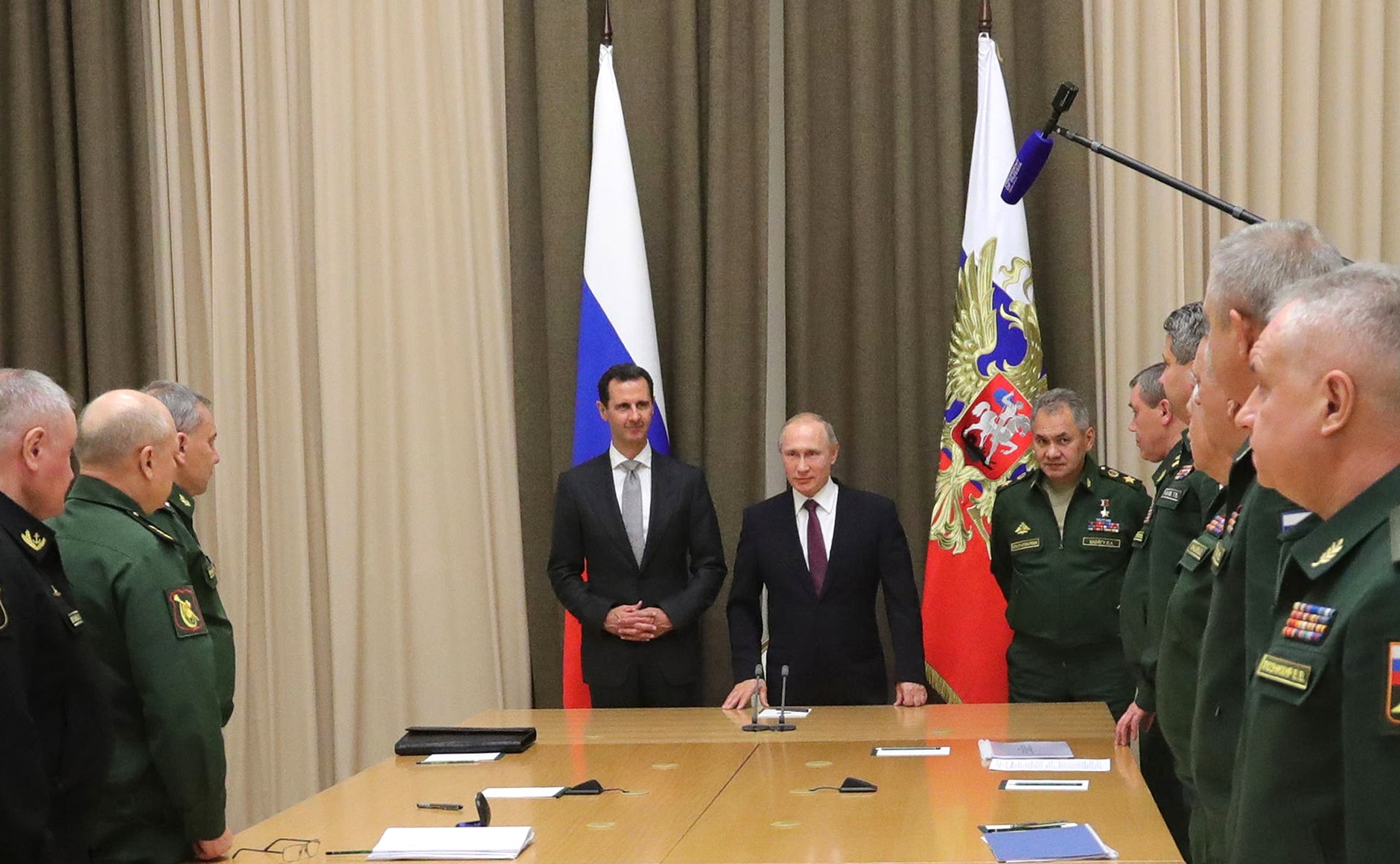
Президент России Владимир Путин
и Президент Сирии Башар Асад на встрече с руководящим составом Минобороны России и Генерального штаба ВС РФ.
Россия, Сочи, 21 ноября 2017 года

Непосредственное участие России в войне в Сирии стало важнейшим событием в новейшей истории российской внешней политики, поскольку никогда прежде Вооружённые силы России не участвовали напрямую в военных действиях на территории арабских стран. До этого периода вовлечённость России в конфликты на Ближнем Востоке была лишь опосредованной. 

Начав превентивную войну против организации «Исламское государство», Россия одновременно стала участником гражданской войны в Сирии и геополитического противоборства на Ближнем Востоке между соперничающими региональными державами. Вступление России в сирийскую войну произошло на фоне начавшейся в 2014 году острой конфронтации с США. Речь, таким образом, идёт не столько о соперничестве между двумя державами за влияние в стране и регионе в целом, сколько об утверждении новых основ глобального порядка.
Военная операция РФ в Сирии, проводимая параллельно с дипломатическими усилиями России на сирийском направлении, рассматривается как проверка способности России выступать на мировой сцене в качестве великой державы, способной решающим образом влиять на ход военно-политических событий.
Подводя в ноябре 2017 года итоги «работы в Сирии за последние два года», президент Владимир Путин самым значимым результатом назвал создание усилиями России, Турции и Ирана зон деэскалации. Договорённости об их создании были выработаны в рамках переговорного процесса в Астане, инициированного этими тремя государствами. Как показало дальнейшее развитие событий, именно ускоренный переход к новому этапу сирийского урегулирования к концу 2017 года стал основной задачей российской дипломатии на Ближнем Востоке. Этот этап предполагает завершение активной фазы боевых действий и начало межсирийского диалога с максимально широким вовлечением в него национальных и религиозных групп.
Объявив о завершении своей военной операции[когда?], Россия предложила провести в Сочи Конгресс народов Сирии. На подготовку этого форума потребовалось несколько месяцев, при этом ряд оппозиционных группировок решили его бойкотировать. Конгресс сирийского национального диалога состоялся 29-30 января 2018 года.
В конце 2024 года, в ходе стремительного наступления сирийской оппозиции, силы Башара Асада и поддерживающего его ВКС России потеряли контроль над всеми ранее контролируемыми территориями страны, а режим Башара Асада пал и его семейство бежало в Москву. В числе причин падения режима указывалось деморализация сирийских войск, начало российского вторжения на территорию Украины и обострение ирано-израильского конфликта.

## Отношения Сирии с СССР  и Россией до гражданской войны
Практически с самого провозглашения Сирийской Арабской Республики Советский Союз оказывал ей дипломатическую и военную поддержку в противостоянии с Израилем. Во время холодной войны (1947—1991) Сирия была союзником Советского Союза, находясь в оппозиции к западным государствам, что способствовало укреплению дипломатических и экономических связей. Так, в период с 1955 по 1958 годы Сирия получила около 294 миллионов долларов в виде военной и экономической помощи от Советского Союза. Во время Суэцкого кризиса в 1956 году связи между Сирией и Советским Союзом усилились. С середины 1950-х годов в Сирии находился традиционно сильный и укомплектованный аппарат советских военных советников и специалистов.
С 1971 года в рамках соглашения с правительством президента Хафеза аль-Асада Советскому Союзу было предоставлено право открыть пункт материально-технического обеспечения ВМФ в Тартусе, тем самым обеспечив Советскому Союзу стабильное присутствие на Ближнем Востоке. Тысячи сирийских офицеров прошли обучение в России за почти тридцатилетнее (1971—2000) правление президента Хафеза аль-Асада.
В октябре 1980 года Сирия подписала Договор о дружбе и сотрудничестве с Советским Союзом.
До 1991 года Сирия была одним из основных покупателей советского оружия. За период с 1956 года, когда был подписан первый военный контракт между Советским Союзом и Сирией, до распада СССР в 1991 году Сирии было поставлено вооружений на общую сумму более 26 млрд долларов, в том числе 65 ракетных комплексов тактического и оперативно-тактического назначения, около 5 тыс. танков, более 1200 боевых самолётов, 4200 артиллерийских орудий и миномётов, зенитно-ракетные комплексы, около 70 боевых кораблей и катеров. К концу XX века сирийская армия более чем на 90 % была оснащена советским вооружением. На вооружении сирийской армии находятся поставленные в советское время зенитно-ракетные комплексы дальнего действия С-200Э, танки Т-55 и Т-72, боевые машины пехоты БМП-1, самолёты Су-24, МиГ-21, МиГ-23, МиГ-25 и Миг-29. В СССР проводилось обучение сирийских офицерских кадров.
Военно-техническое сотрудничество (ВТС) с Сирией было практически заморожено в 1991 году после распада СССР. Задолженность Сирии за поставленные технику и вооружения на тот период составляла около 14,5 млрд долларов. В 2005 году Россия списала Сирии 10 млрд долларов долга в обмен на гарантии новых заказов на вооружение. Оставшаяся часть задолженности была реструктуризирована. Отношения в сфере ВТС возобновились в середине 1994 года, когда в Дамаске было подписано соответствующее соглашение.
Начиная с 1998 года Россия поставляла Сирии автоматы АКС-74У и АК-74М, гранатомёты и боеприпасы, ПТРК «Метис-М» и «Корнет-Э». В 2006 году были поставлены зенитные ракетные комплексы «Стрелец», был заключён контракт на поставку 36 зенитных ракетно-пушечных комплексов «Панцирь-С1» и модернизацию 1 тыс. танков Т-72. В 2007 году были подписаны контракты на продажу Сирии береговых противокорабельных ракетных комплексов «Бастион-П» с ракетами «Яхонт», 8 дивизионов ЗРК «Бук», истребителей МиГ-31Э.
В августе 2008 года президент Башар Асад поддержал действия российских войск в Южной Осетии. Он заверил, что Дамаск готов сотрудничать с Россией во всём, что может укрепить её безопасность.

## Дипломатические усилия
С самого начала гражданского противостояния в Сирии весной 2011 года Россия оказывала дипломатическую поддержку Башару Асаду, блокируя (совместно с КНР) в Совете Безопасности ООН проекты антисирийских резолюций западных и арабских стран, предполагавшие наложение санкций либо даже военную интервенцию против правительства Башара Асада. Россия поддержала сирийское правительство поставками оружия, военной техники и боеприпасов, а также организацией обучения специалистов и предоставлением военных советников.

### 2011
В конце мая 2011 года министр иностранных дел России Сергей Лавров заявил, что Россия выступает против вмешательства ООН в Сирии, потому что «ситуация не представляет угрозы для международного мира и безопасности. Сирия является очень важной страной на Ближнем Востоке, и дестабилизация Сирии будет иметь последствия далеко за её пределами».
Администрация США и другие западные правительства пытались оказывать давление на Россию с тем, чтобы она изменила свою позицию. Делегация сирийской оппозиции посетила Москву и встретилась со специальным представителем президента Российской Федерации Михаилом Маргеловым, который после встречи отметил, что «лидеры приходят и уходят», и призвал к «прекращению любых форм насилия», что некоторые расценили как отступление от прежней поддержки режима Асада в международной политике. «Жёсткая линия России будет ударом по Сирии, которая в значительной степени опирается на поставки военной техники и имеет давние связи с Москвой», писал в тот день американский новостной сайт nbcnews.com.
В июле ситуацию в Сирии обсуждали, в частности, российский президент Дмитрий Медведев и канцлер Германии Ангела Меркель — речь шла о выработке совместной стратегии, которая позволила бы убедить сирийское правительство отказаться от насилия и начать конструктивный диалог с протестующими. По словам Медведева, такая позиция России необходима для того, чтобы Сирия не соскользнула в гражданскую войну, как Ливия,
3 августа российский посол в ООН Виталий Чуркин заявил, что Россия не будет возражать против резолюции ООН, осуждающей насилие в Сирии, если она не будет предусматривать санкции или иное «давление». Аль-Джазира сообщила, что Россия «смягчила удар» по правительству Асада, настаивая на том, чтобы ООН сделала заявление вместо принятия резолюции по этому вопросу. 23 августа российская делегация в ООН, наряду с Китаем и Кубой, выступила против расследования Организацией Объединённых Наций нарушений прав человека со стороны правительства Асада.
26 августа пресс-агентство Reuters сообщило, что усилия США, Франции, Великобритании, Германии и Португалии ввести санкции ООН против Сирии встретили «ожесточённое сопротивление» со стороны России и Китая, а Виталий Чуркин угрожал применить право вето. Согласно Reuters, предлагавшееся западными странами эмбарго на поставки оружия Сирии стало бы препятствием для поставок российского вооружения. Россия предложила свой вариант, который западные дипломаты назвали «беззубым» — он не предусматривал санкции или иные ограничительные меры, а лишь призывал Сирию ускорить проведение политических реформ.
4 октября Россия и Китай применили двойное вето против проекта резолюции Совета Безопасности, предложенной западными членами СБ. Проект требовал прекращения насилия в Сирии и привлечения к ответственности всех виновных, осуждал «тяжкие и систематические» нарушения прав человека и призывал к политическому процессу с участием оппозиции. Проект отводил сирийскому правительству 30-дневный срок для подчинения резолюции, после чего Совет Безопасности оставлял для себя возможность принятия дополнительных мер, включая «меры, предусмотренные уставом ООН», суть которых не уточнялась.
Газета Нью-Йорк Таймс квалифицировала это [положение проекта] как «слабый намёк на возможность санкций против Дамаска», в то время как Россия уже заявила, что не поддержит резолюцию, в которой будет содержаться хотя бы намёк на санкции. Россия и другие страны БРИКС (Бразилия, Индия, Китай, ЮАР) утверждали, что в своё время резолюция СБ ООН по Ливии была интерпретирована таким образом, чтобы оправдать Военную интервенцию НАТО в Ливии, и были решительно настроены против повторения [такого сценария].
Вскоре после наложения вето Россия и Китай обратились с предостережением к сирийскому правительству, рекомендовав ему ускорить реформы и уважать волю сирийского народа. «Если сирийское руководство не в состоянии провести такие реформы, оно должно будет уйти, но это решение должно быть принято не в НАТО или в отдельных европейских странах, это должно быть решено народом Сирии и правительством Сирии», — сказал президент Медведев членам Совета безопасности России.
15 декабря Россия предложила резолюцию Совета Безопасности ООН, осуждающую насилие «всеми сторонами, в том числе непропорциональное применение силы сирийскими властями». В резолюции также высказывалась озабоченность по поводу «незаконных поставок оружия вооружённым группам в Сирии». Предложение представляло собой обновлённый вариант российско-китайского проекта резолюции, представленного на рассмотрение Совета Безопасности несколько месяцев назад.

### 2012
В конце января 2012 года западными и арабскими странами был подготовлен проект резолюции СБ ООН, альтернативный российской от 15 декабря 2011 года. В отличие от российской эта резолюция не содержала осуждения насилия с обеих сторон конфликта и не исключала военной интервенции. Россия указала, что не поддержит этот проект и будет и впредь настаивать на принятии своего собственного варианта. 4 февраля Россия и Китай наложили вето на резолюцию Совета Безопасности, которая призывала Башара аль-Асада соблюдать мирный план, подготовленный Лигой арабских государств.
7 февраля министр иностранных дел России С. В. Лавров вместе с директором службы внешней разведки РФ Михаилом Фрадковым встретились с президентом Асадом, после чего сообщили, что президент Асад согласен с необходимостью реформировать конституцию и выборный процесс. При этом российская сторона заявила, что только правительство Сирии вправе изменить судьбу своего народа, без вмешательства извне. В марте Лавров заявил в телевизионном интервью, что руководство Сирии игнорировало предупреждения России и совершило «очень много ошибок», которые привели страну на грань гражданской войны.
16 апреля заместитель министра иностранных дел РФ Михаил Богданов и другие российские дипломаты встречались с представителем сирийской оппозиции Хасаном Абдул аль-Азимом — руководителем оппозиционной группы «Национальный координационный комитет за демократические перемены».
Тем временем весной 2012 года специальным посланником ООН и Лиги арабских государств Кофи Аннаном был разработан план мирного урегулирования в Сирии, которым, в частности, предусматривалось прекращение вооружённого насилия всеми сторонами под эффективным контролем специального механизма ООН, оказание гуманитарной помощи пострадавшим и запуск инклюзивного межсирийского политического диалога. По настоянию России и Китая положение о применении к Сирии международных санкций за невыполнение плана было удалено.
21 апреля Совет Безопасности ООН утвердил создание Миссии по наблюдению за ситуацией в Сирии (ЮНСМИС) и размещение в Сирии около 300 невооружённых наблюдателей. Представитель России в ООН Виталий Чуркин заявил о поддержке Россией мирного плана.
После массовых убийств гражданского населения в Хуле (май 2012 года) министр иностранных дел России Сергей Лавров заявил, что «правительство несёт основную ответственность за то, что происходит», и «любое правительство в любой стране несёт ответственность за безопасность своих граждан». Реакция России была расценена как осуждение сирийского правительства. Тем не менее, Лавров также заявил, что повстанцы также несут ответственность за произошедшее. Позднее, по мере активизации дебатов о вмешательстве ООН в Сирии, Россия изменила свою позицию, отказавшись от осуждения Асада.
В июне 2012 года Россия обвинила США в двойных стандартах, заявив, что США продаёт оружие Бахрейну (где также произошло обострение внутриполитического конфликта) и в то же время критикует Россию за поддержку оружием президента Асада. Россия также заявила, что, требуя прекращения российских поставок оружия правительству Асада, США сами через Турцию поставляют оружие повстанцам, что косвенно подрывает национальную безопасность России. Корреспондент Би-би-си Стив Розенберг отметил, что Россия видит только один из двух исходов в сирийской гражданской войне: либо Асад останется у власти, что обеспечит российское влияние в регионе, либо победят радикальные исламисты, что создаст угрозу террора для России.
В июле Россия и Китай наложили вето на резолюцию СБ ООН по Сирии, предполагавшую наложение санкций на правительство Башара Асада, если тот не прекратит использование тяжёлых вооружений против населения. Документ, представленный США, Францией, Германией и Португалией, в Москве и Пекине сочли несбалансированным и отвечающим интересам лишь одной из сторон конфликта — мятежникам.

### 2013
11 июня 2013 года президент России Владимир Путин сказал в интервью телеканалу Russia Today, что правительство Асада разделяет ответственность за разгоревшийся внутригосударственный конфликт, однако Россия не согласна с теми, кто полагает, что привнесение «демократии» в ближневосточный регион извне позволит обеспечить «мир и порядок»: «Мы хотим, чтобы там установился долгосрочный мир и порядок, были обеспечены законные интересы и права всех людей, которые там проживают».
12 сентября Нью-Йорк Таймс опубликовала статью Владимира Путина, в которой он призвал США избегать односторонних военных действий и работать в сфере международного сотрудничества в поддержку мирного решения сирийского конфликта.

### Проблема сирийского химического оружия
Хотя Сирия до июля 2012 года не признавала официально своей программы создания химического оружия, некоторые сирийские чиновники и ранее неофициально заявляли, что считают целесообразным иметь его в качестве сдерживающего фактора против Израиля с учётом вероятного наличия у последнего ядерного оружия. По оценкам ЦРУ, Сирия в состоянии производить зарин, иприт, табун и VX и располагала пятью заводами по производству боевых отравляющих веществ (в Аль-Сафире, Латакии, Пальмире, Хаме и Хомсе).
Первые сообщения о применении химического оружия в пригороде Дамаска появились в СМИ 21 августа 2013 года. Власти Сирии и оппозиция отвергали обвинения в проведении химической атаки, возлагая ответственность друг на друга. Франция и США при поддержке ряда арабских государств серьёзно рассматривали вопрос о нанесении ударов по Сирии. Президент США Барак Обама ранее неоднократно заявлял, что применение в Сирии химического оружия будет рассматриваться как переход через «красную линию», после которого международное сообщество будет обязано вмешаться в ситуацию. 29 августа 2013 года на заседании Совбеза ООН Россия и Китай наложили вето на соответствующий проект резолюции.
10 сентября по итогам переговоров в Москве Сергея Лаврова и министра иностранных дел Сирии Валида Муаллема Сирия согласилась присоединиться к конвенции о запрещении химического оружия, поставить свои запасы химического оружия под международный контроль и уничтожить запасы химического оружия к 2014 году. 13 сентября Сирия подписала Конвенцию о запрещении химического оружия. 14 сентября в Женеве Сергей Лавров и Джон Керри достигли рамочной договорённости об уничтожении сирийского химического оружия. США подтвердили намерение воздержаться от военной интервенции в Сирию в случае выполнения предложенного Россией плана, но оставили за собой право на применение силы, если Дамаск нарушит взятые на себя обязательства.
27 сентября СБ ООН принял соответствующую резолюцию. 15 ноября исполнительный совет Организации по запрещению химического оружия (ОЗХО) утвердил детальный план уничтожения химического оружия.
В августе 2015 года был учреждён совместный механизм ООН и ОЗХО по расследованию случаев применения химического оружия. Россия и США оказали техническое содействие в его вывозе и уничтожении. 4 января 2016 года ОЗХО подтвердила завершение процесса уничтожения химического оружия, заявленного правительством Сирии. 12 объектов по его производству предполагалось уничтожить до конца 2015 года, однако в связи с осложнением ситуации по состоянию на сентябрь 2016 года специалисты ОЗХО не были в состоянии подтвердить ликвидацию всех объектов.

## Военная поддержка сирийских правительственных сил и усилия по политическому урегулированию

### Поставки вооружений
В июне 2012 года, когда эскалация насилия и жестокости с обеих сторон приобрела необратимый характер и план Кофи Аннана, подразумевавший полное прекращение огня, потерпел крах, глава миссии наблюдателей ООН в Сирии Эрве Ладсу признал, что в Сирии идёт полномасштабная гражданская война, причём правительство не контролирует некоторые города и целые области страны, а против оппозиции применяются боевая авиация и ударные вертолёты. В этих условиях Запад усилил давление на Россию с целью заставить её прекратить поддержку режима Башара Асада на международном уровне и вынудить его пойти на передачу власти. В частности, государственный секретарь США Хиллари Клинтон обвинила Россию в том, что она поставляет Сирии оружие для подавления восстания, чем провоцирует эскалацию конфликта.
Россия подвергалась многочисленным обвинениям со стороны западных и арабских стран, а также различных правозащитных организаций за продолжающиеся поставки оружия. Российские власти, однако, настаивали на том, что осуществляемые поставки не нарушают каких-либо действующих международных ограничений.
Президент России Владимир Путин заявил, что Россия никогда не поставляла в Сирию вооружения, «которые могут быть использованы в гражданском конфликте». Россия обвинила США в двойных стандартах, заявив, что США продают оружие Бахрейну и в то же время критикуют Россию за поддержку оружием президента Асада. Россия также указала на то, что США сами поставляют оружие антиправительственным повстанцам через Турцию. С точки зрения России, помощь США сирийской оппозиции косвенно подрывает национальную безопасность России.
Летом 2012 года Россия в оговоренные сроки вернула Сирии 25 ударных вертолётов Ми-25, прошедших в России ремонтное обслуживание, при этом глава Федеральной службы России по военно-техническому сотрудничеству заявил, что «Сирия является нашим другом, и мы выполняем все наши обязательства перед нашими друзьями».
Россия в этот период также передала Сирии ЗРК «Бук-М2» и береговые противокорабельные ракетные комплексы «Бастион».
Россия и Иран помогали сирийскому правительству поставками топлива. Российские военные советники обучали сирийских военнослужащих использованию российского оружия.

### 2015. Начало военной операции

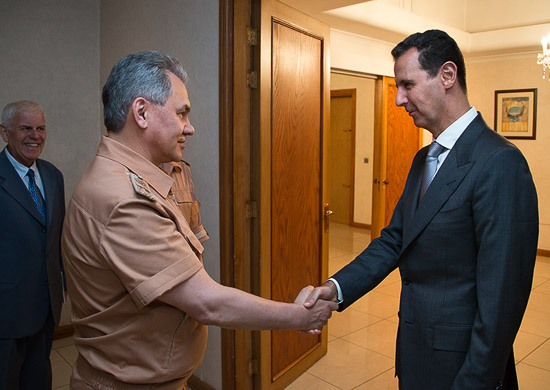
Министр обороны РФ Сергей Шойгу с президентом Сирии Башаром Асадом.
Сирия, 18 июня 2016 года

26 августа 2015 года между Россией и Сирией было заключено Соглашение о размещении авиационной группы Вооружённых Сил Российской Федерации на сирийской территории, по которому на аэродроме Хмеймим (в районе города Латакия) по просьбе правительства Сирии бессрочно размещалась российская авиагруппа, а сам аэродром безвозмездно передавался российской стороне.
Действуя в соответствии с Договором «О дружбе и сотрудничестве между СССР и Сирийской Арабской Республикой» от 8 октября 1980 года, президент Сирии Башар Асад обратился к России с официальной просьбой об оказании военной помощи, на основании чего 30 сентября Совет Федерации дал президенту Российской Федерации Владимиру Путину согласие на использование вооружённых сил на территории Сирии.
Россия предложила США объединить усилия в борьбе с «Исламским государством» на территории Сирии с Россией, Ираном и сирийской армией, однако американская администрация не дала своего согласия на подобное сотрудничество. При этом Россия отказалась присоединиться к действующей под эгидой США международной коалиции, сославшись на то, что эта коалиция действует в Сирии без мандата Совета Безопасности ООН и не имея согласия законного правительства Сирии. Вместе с тем российское руководство заявило, что «как минимум» стремится избегать недопонимания с коалицией, а «как максимум» — сотрудничать, чтобы «борьба против терроризма велась более эффективно».
30 сентября 2015 года авиационная группа ВВС России в Сирии начала нанесение ударов по объектам антиправительственных сил. Уже через неделю сирийская армия начала широкомасштабное наступление на антиправительственные формирования, а 17 ноября президент Путин потребовал усилить удары российской авиации в Сирии. Это произошло после того, как председатель ФСБ Александр Бортников доложил, что причиной катастрофы российского лайнера А321 в Египте стал теракт. К 20 ноября 2015 года задействованная в операции авиационная группировка составила 69 самолётов фронтовой и дальней авиации.
24 ноября в районе сирийско-турецкой границы российский бомбардировщик Су-24 был сбит турецким самолётом F-16. Один пилот погиб, второго спасли сирийские военные. После этого инцидента отношения РФ с Турцией были практически заморожены до тех пор, пока Реджеп Тайип Эрдоган 27 июня 2016 года не принёс российской стороне извинения.
С началом российской военной операции резко активизировался процесс дипломатического урегулирования положения в Сирии. России удалось добиться привлечения к переговорам Ирана, на чём российские дипломаты настаивали с самого начала сирийского конфликта в 2011 году. Впервые руководитель МИД Ирана присоединился к переговорам по сирийскому урегулированию 30 октября 2015 года в Вене.

### 2016
В начале 2016 года сопредседатели Международной группы поддержки Сирии — Россия и США — стали инициаторами соглашения о перемирии с группировками вооружённой оппозиции. Эта договорённость была достигнута благодаря интенсивным контактам российских и американских экспертов и дипломатов, а затем одобрена президентами РФ и США Владимиром Путиным и Бараком Обамой.
С 30 сентября 2015 года по середину февраля 2016 года, когда начались переговоры о прекращении огня, российская авиация совершила более 7,2 тыс. вылетов с авиабазы Хмеймим, уничтожив свыше 12,7 тыс. объектов. Поддержка российских ВКС позволила сирийским правительственным войскам остановить территориальную экспансию террористических группировок и начать наступление в провинциях Хама, Идлиб и Алеппо. Кроме того, благодаря российским ударам террористы лишились более половины доходов от незаконно добываемой на сирийской территории нефти. Боевые потери ВС РФ составили три человека, один самолёт и один вертолёт.
23 февраля Минобороны РФ открыло на территории авиабазы Хмеймим Координационный центр по примирению враждующих сторон на территории Сирийской Арабской Республики.
27 февраля режим прекращения огня между правительственными силами и формированиями вооружённой оппозиции в Сирии вступил в силу. Режим прекращения огня не распространялся на «Исламское государство», «Джебхат ан-Нусра» и ряд других террористических организаций, признанных таковыми ООН. Примирение враждующих сторон обеспечивали российский Координационный центр на авиабазе Хмеймим, американский центр по примирению в Аммане (Иордания) и рабочая группа в Женеве. К перемирию присоединились сотни населённых пунктов.
К началу марта 2016 года состав авиагруппировки на авиабазе Хмеймим превысил 70 единиц. 14 марта президент Путин принял решение начать вывод основных сил и средств из Сирии, оставив там только оружие и технику, необходимую для защиты группировки и ведения огня по террористам. В течение недели состав авиагруппировки сократился до 40 самолётов, а вскоре после этого президенты России и США договорились ввести в Сирии режим перемирия, главной целью которого стало разделение «умеренной оппозиции» и террористов.
Подписание соглашения позволило сирийской армии сконцентрироваться на борьбе с формированиями «Исламского государства» в центральной Сирии. 6 марта началась операция по освобождению Пальмиры, в разработке которой принимали активное участие российские военные советники. Была организована мощная авиационная и артиллерийская поддержка наступающих войск. Несмотря на начатый частичный вывод российской группировки, в районе Пальмиры продолжали действовать военнослужащие российских Сил специальных операций, а на позициях сирийских войск находились российские военные советники. 27 марта было объявлено об освобождении Пальмиры, после чего сюда по просьбе президента Сирии Башара Асада был направлен сводный отряд Международного противоминного центра ВС РФ для помощи в разминировании города и объектов исторического наследия.
К концу апреля процесс мирного урегулирования в Сирии был прерван, и режим прекращения огня развалился. Последовавшие события показали, что говорить о разгроме радикальных исламистов и переходе от военной кампании к политическому урегулированию ещё рано. Камнем преткновения стали проблемы с размежеванием «умеренной оппозиции», поддерживаемой США, Турцией и рядом арабских стран, и террористических джихадистских организаций («Исламское государство» и «Джебхат ан-Нусра»). Отряды ИГ и «Джебхат ан-Нусры» на протяжении года не только удерживали свои позиции, но и наступали на ключевых направлениях. Сирийским войскам не только удавалось атаковать, но и приходилось обороняться при поддержке российской авиации и офицеров российских сухопутных войск и специальных подразделений. При этом Россия подвергалась многочисленным обвинениям стран Запада в поддержке «кровавого режима» Башара Асада, а российские и сирийские ВВС — в бомбардировках мирных жителей и применении химического оружия. Российское руководство, однако, продолжало придерживаться выбранного курса.
В июне Турция и Россия предприняли шаги по восстановлению отношений, которые были испорчены инцидентом с российским бомбардировщиком Су-24, сбитым 24 ноября 2015 года турецкими ВВС в районе сирийско-турецкой границы. Президент Турции Реджеп Тайип Эрдоган принёс извинения, которые Владимир Путин принял, после чего российская сторона начала размораживать сотрудничество.
В августе между военными ведомствами России и Турции начались активные переговоры, завершившиеся подписанием в январе 2017 года меморандума о предотвращении инцидентов и обеспечении безопасности полётов авиации в ходе операции в Сирии.
24 августа Турция объявила о начале на сирийской территории совместной с формированиями Свободной сирийской армии операции «Щит Евфрата» против боевиков ИГ с целью зачистки территории 5 тыс. км² и создания на ней зоны безопасности для размещения беженцев. В середине декабря турецкие войска предприняли неудачную попытку выбить боевиков «Исламского государства» из города Эль-Баб и понесли потери в живой силе и технике, в связи с чем были вынуждены остановить наступление и обратиться к России за поддержкой.
9 сентября в Швейцарии министр иностранных дел России Сергей Лавров и госсекретарь США Джон Керри достигли соглашения о многоступенчатом плане по Сирии. Он, в частности, включал в себя введение режима прекращения огня, размежевание оппозиции и террористических группировок, создание демилитаризованной зоны в районе дороги Кастелло для обеспечения беспрепятственного гуманитарного доступа в Алеппо. Было также согласовано создание российско-американского центра для размежевания оппозиции и террористических группировок. Сирийские власти поддержали эту инициативу, представители вооружённой оппозиции в лице «Сирийской свободной армии» приняли её с некоторыми оговорками; ряд группировок, таких как «Ахрар аш-Шам», отказались прекратить огонь. Достигнутые договорённости, однако, были сорваны из-за ряда инцидентов, произошедших после вступления в силу режима прекращения огня. 17 сентября в результате авиаудара, нанесённого по городу Дейр-эз-Зор возглавляемой США коалицией, погибли более 60 сирийских военнослужащих и около 100 человек получили ранения, чем немедленно воспользовались формирования ИГ, осаждавшие сирийскую авиабазу на окраине города.
19 сентября в окрестностях Алеппо был нанесён удар по совместному гуманитарному конвою ООН и Сирийского общества Красного Полумесяца, в результате чего погибли по меньшей мере 18 человек; США возложили ответственность за инцидент на Россию и сирийские власти.
3 октября Госдепартамент США заявил о приостановлении своего участия в двусторонних каналах связи с Россией, установленных с целью поддержания режима прекращения боевых действий в Сирии, и приостановил переговоры об имплементации мирного соглашения в этой стране. США отозвали из Сирии свой персонал, который должен был участвовать в создании Совместного центра по имплементации.
22 сентября сирийская правительственная армия при поддержке российской авиации начала штурм районов Алеппо, находящихся под контролем оппозиции. К середине декабря Алеппо полностью перешёл под контроль правительственных сил.
Подводя предварительные итоги сирийской операции на расширенном заседании коллегии Министерства обороны РФ 22 декабря 2016 года, министр обороны Сергей Шойгу сообщил, что с начала операции — 30 сентября 2015 года — российская авиация совершила 18,8 тыс. вылетов, нанеся 71 тыс. ударов по наземным целям. По словам Шойгу, «действия воздушно-космических сил России переломили ход борьбы с терроризмом в этой стране, предотвращён распад сирийского государства, разгромлены крупные бандформирования в районах Хама и Хомса, боевики выбиты из Латакии и с территорий южнее и севернее Дамаска, разблокирована основная транспортная магистраль, связывающая столицу с севером страны, освобождены города Алеппо и Эль-Карьятайн».
Как было объявлено в конце 2016 года, российское министерство обороны в течение двух месяцев при посредничестве Турции вело переговоры с лидерами формирований сирийской оппозиции, контролирующих большую часть территории центральной и северной частей Сирии, на которые не распространяется власть сирийского правительства (общая численность отрядов — более 60 тыс. боевиков). В результате этих переговоров были достигнуты договорённости между сирийским правительством и вооружённой оппозицией, подразумевающие введение режима прекращения огня с 29 декабря 2016 года и переход к мирным переговорам по сирийскому урегулированию. Отряды оппозиции, которые не присоединятся к новому режиму перемирия в Сирии, будут признаны террористическими и приравнены к радикалам из «Исламского государства» и «Джебхат ан-Нусры». Обязательства по контролю за режимом прекращения огня и мирному урегулированию взяли на себя три страны: Россия, Иран и Турция. Исходя из достигнутых договорённостей, Минобороны РФ обратилось к президенту Путину с предложением вывести часть российских сил и средств из Сирии и получило согласие на это. При этом было заявлено, что Россия будет «продолжать борьбу с международным терроризмом, оказывать поддержку законному сирийскому правительству в борьбе с терроризмом и, безусловно, исполнять договорённости, которые нами достигнуты, в том числе по развитию пунктов базирования российских вооружённых сил в Тартусе и на аэродроме Хмеймим».
Как сообщили СМИ, сокращение российской авиагруппировки подразумевало вывод основной части бомбардировщиков Су-24М и, возможно, Су-34 с последующей их заменой на штурмовики Су-25СМ — общим количеством не менее 12 единиц. Общее количество авиатехники по итогам сокращения должно было составить около 30-35 единиц, включая вертолёты. Штурмовики Су-24М перебрасывались в Сирию в связи с необходимостью оказания поддержки проправительственным формированиям в ходе наступления в северном Алеппо и районе Эль-Баб, а в дальнейшем — в провинциях Хомс и Хама.

### 2017
Подводя в ноябре 2017 года итоги «работы в Сирии за последние два года», президент Владимир Путин самым значимым результатом назвал создание усилиями России, Турции и Ирана зон деэскалации. Договорённости об их создании были выработаны в рамках переговорного процесса в Астане, инициированного в январе 2017 года этими тремя государствами. Американская администрация и другие страны Запада, с самого начала сирийского кризиса добивавшиеся ухода президента Асада и обвинявшие Москву в поддержке сирийского режима, в мирных переговорах в Астане не участвовали.
6 января Минобороны России объявило об уходе из Сирии кораблей Северного флота во главе с тяжёлым авианесущим крейсером «Адмирал Кузнецов» в соответствии с решением президента Владимира Путина о сокращении группировки войск в САР.. За время пребывания авианосца «Адмирал Кузнецов» в Средиземном море в 2016 году небоевые потери составили два истребителя: МиГ-29КР (14.11.16) и Су-33 (5.12.16).
18 января в Сирии началась первая совместная операция ВВС России и Турции против группировки «Исламское государство» в окрестностях города Эль-Баб, в которой были задействованы фронтовые бомбардировщики Су-24М и Су-34, а также штурмовики Су-25СМ в связке с экипажами F-16 и F-4 ВВС Турции.
Президент США Дональд Трамп, вступивший в должность в январе 2017 года, провозгласил одной из своих задач победу над «Исламским государством». В связи с этим он заявил о готовности взаимодействовать с Россией в борьбе с ИГ, однако взаимодействие двух международных антитеррористических коалиций, возглавляемых Россией и США, по большей части ограничивалось использованием телефонных каналов связи для предотвращения возможных инцидентов.
В начале апреля Трамп возложил на сирийские власти ответственность за химическую атаку в городе Хан-Шейхун, в результате которой погибли более 80 человек, и приказал нанести массированный ракетный удар по сирийской авиабазе Шайрат (провинция Хомс). Российские власти назвали этот удар агрессией против суверенного государства и на некоторое время приостановили действие подписанного с США Меморандума о предотвращении инцидентов и обеспечении безопасности полётов авиации в ходе операций в Сирии.
В июле 2017 года в ходе контактов между Владимиром Путиным и Дональдом Трампом в Гамбурге была достигнута договорённость о перемирии между правительственными войсками и «умеренной оппозицией» в провинциях Даръа, Эль-Кунейтра и Эс-Сувейда.
29 сентября, подводя итоги двух лет российской операции в Сирии, газета «Ведомости» в своём комментарии отметила, что сирийская кампания помогла российскому руководству решить ряд «тактических вопросов внешней и внутренней политики» — навязать Западу взаимодействие и расширить диалог, существенно сократившийся после присоединения Крыма и начала военного конфликта в Донбассе, совместно с Ираном спасти режим Башара Асада от краха, убедить российский народ в возвращении статуса великой державы, в одиночку противостоящей исламистам и Западу, и повысить боеготовность армии и флота, обучая их в реальной боевой обстановке. При этом, однако, Россия не смогла вернуться к полноценному сотрудничеству с Западом и разрешить противоречия между участниками внутрисирийского конфликта.
Отмечалось, что за прошедшие два года военно-политическая ситуация в Сирии и вокруг неё претерпела резкие изменения. Регулярная сирийская армия вместе с проиранскими силами и при поддержке российских ВКС сумела восстановить контроль над большей частью территории страны, в то время как курдские отряды, пользующиеся помощью США и арабских стран, очистили от Исламского государства северо-восток страны и под контролем джихадистов остаётся лишь небольшая часть территории Сирии.
Сирия стала испытательным полигоном для Вооружённых сил России, особенно для авиации и сил спецназначения. Армия и флот применили в боевых условиях высокоточное оружие и новейшее военное снаряжение, а предприятия ВПК получили дополнительные заказы на производство боеприпасов и техники.
По мнению экспертов, однако, стратегическая цель участия России в сирийском конфликте осталась не достигнутой: Россия не получила смягчения санкций или изменения позиции Запада по Украине. Вероятность нового обострения гражданской войны и возникновения конфликта между внешними сторонами, вовлечёнными в войну, оставалась высокой.
26 октября в Совете Безопасности ООН был распространён доклад совместного механизма ОЗХО-ООН по расследованию случаев применения химического оружия в Сирии. В докладе говорилось, что за использование зарина в сирийском городе Хан-Шейхун несёт ответственность Сирийская Арабская Республика, а за атаку в населённом пункте Ум-Хош в сентябре 2016 года с использованием сернистого иприта — ИГ. Российская сторона оценила доклад как любительский и основанный на предположениях и избирательном использовании фактов. 18 ноября совместный механизм ОЗХО-ООН по расследованию химических атак в Сирии прекратил своё существование, поскольку Совет Безопасности ООН не смог договориться о продлении мандата экспертов, расследовавших применение химического оружия. Россия наложила вето на американский проект резолюции. В свою очередь, семь стран отказались поддержать вариант резолюции, предложенный Россией, Боливией и Китаем.
Завершение военной фазы конфликта в Сирии и переход к стадии политического урегулирования привели к интенсификации дипломатических контактов России с основными действующими лицами в сирийском конфликте. Во второй половине 2017 года Владимир Путин посетил Турцию и Иран, король Саудовской Аравии Сальман бен Абдель-Азиз побывал в Москве, президент Турции Реджеп Эрдоган в ноябре дважды посетил Сочи, где 22 ноября прошёл трёхсторонний саммит президентов России, Ирана и Турции по Сирии. 11 ноября президенты России и США выпустили совместное заявление по Сирии, а 8 ноября был подписан меморандум между Россией, США и Иорданией. 20 ноября Путин принял у себя в Сочи президента Асада, после чего 21 ноября состоялись его телефонные переговоры с главой Египта Абдельфаттахом Сиси, премьер-министром Израиля Биньямином Нетаньяху, президентом США Дональдом Трампом и королём Саудовской Аравии Сальманом бен Абдель-Азизом.

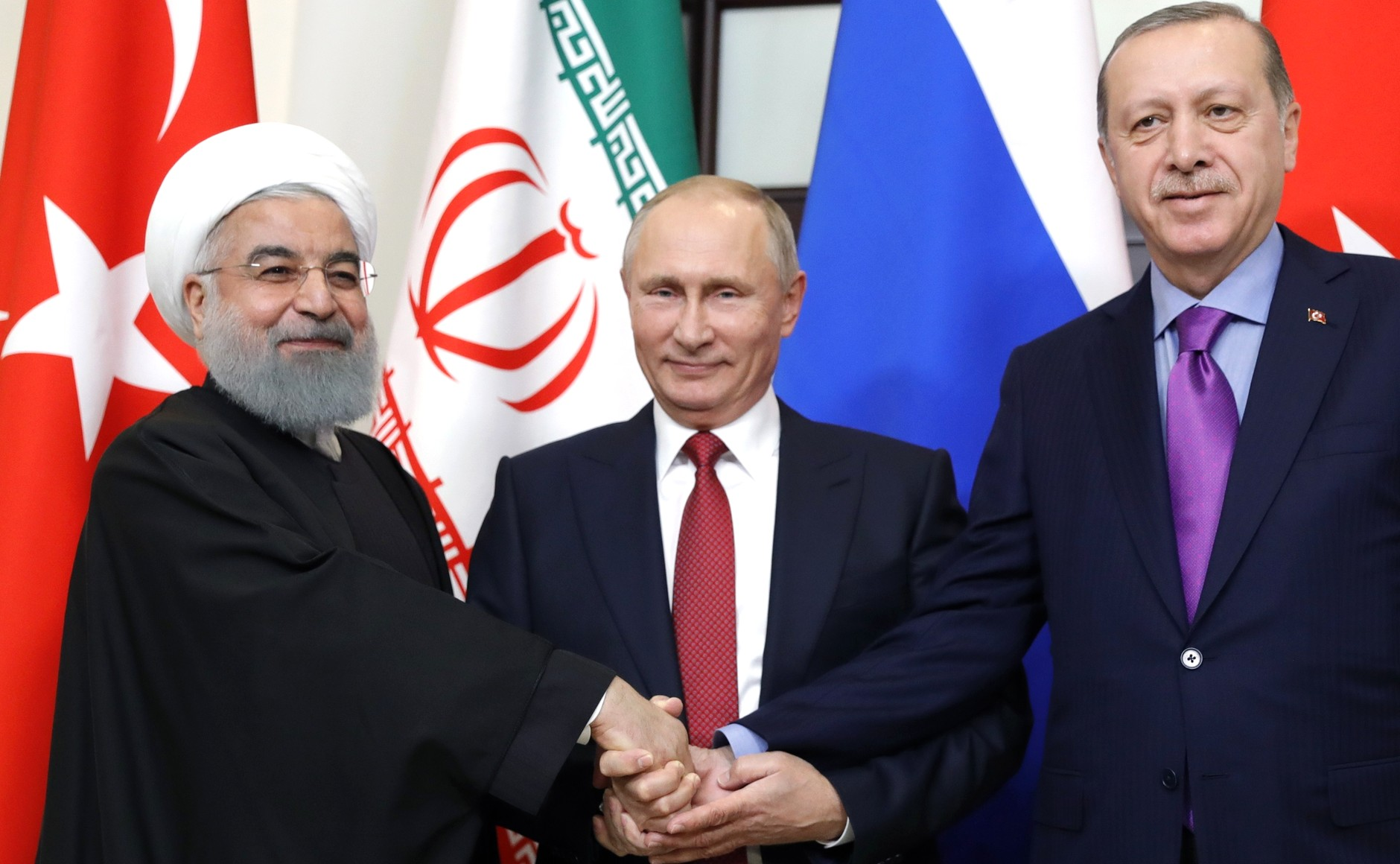
Президент Ирана Хасан Рухани, Президент России Владимир Путин, Президент Турции Реджеп Тайип Эрдоган перед переговорами
по урегулированию сирийского кризиса.
Россия, Сочи, 22 ноября 2017 года

19 октября президент Путин на заседании дискуссионного клуба «Валдай» впервые упомянул о необходимости проведения сирийского общенационального форума: «Есть идея созвать конгресс народов Сирии, с тем чтобы в нём приняли участие все этнические, религиозные группы, правительство и оппозиция». 22 ноября вопрос формирования межсирийского конгресса национального диалога был обсуждён на встрече президентов России, Ирана и Турции в Сочи. Окончательная дата проведения конгресса была объявлена 22 декабря по итогам восьмого раунда переговоров по межсирийскому урегулированию в Астане, после чего гаранты перемирия в Сирии (Россия, Турция и Иран) занялись согласованием списков участников.
11 декабря Путин объявил о завершении боевых действий и выводе российских войск из Сирии и в тот же день отдал приказ министру обороны генералу армии Сергею Шойгу о выводе основной части сил и средств российской группировки войск.
Было объявлено, что в Сирии для содействия политическому урегулированию и налаживания мирной жизни в полном составе продолжит функционировать российский Центр по примирению враждующих сторон, а также продолжат нести службу три батальона военной полиции, которые осуществляют контроль за зонами деэскалации. Также в соответствии с международными договорами в Сирии на постоянной основе остались два российских пункта базирования — авиабаза Хмеймим и пункт материально-технического обеспечения ВМФ России в Тартусе, которые продолжат прикрывать дивизионы зенитных ракетных систем С-400 «Триумф» (расположены в Хмеймиме и Масьяфе), батарея зенитного ракетного комплекса С-300В4 (прикрывает Тартус) и некоторое количество зенитных ракетно-пушечных комплексов «Панцирь-С1». Оставлены в Сирии и российские беспилотные летательные аппараты, с помощью которых был организован мониторинг зон деэскалации в Идлибе, Хомсе, Дераа и Восточной Гуте.
Помимо этого, Россия предприняла шаги по обеспечению постоянного присутствия военных кораблей и подлодок с высокоточным оружием в Средиземном море.
За период с 30 сентября 2015 года по декабрь 2017 года в боевых действиях в Сирии приняли участие более 48 тыс. российских военнослужащих. Авиацией было совершено 34 тыс. боевых вылетов, в том числе 420 с крейсера «Адмирал Кузнецов». ВМС РФ было нанесено около 100 ударов, самолётами стратегической авиации — 66 ударов на дальность от 500 до 1,5 тыс. км. По данным Минобороны РФ, в ходе операции было применено 215 видов вооружений, уничтожено 8 тыс. единиц бронетехники, 718 заводов и мастерских по изготовлению оружия и боеприпасов, 396 мест незаконной добычи нефти и заводов по её переработке, а также 4,1 тыс. топливозаправщиков. При помощи комплексов С-400, С-300В и «Панцирь» было уничтожено 16 беспилотных летательных аппаратов, 53 снаряда реактивных систем залпового огня. При поддержке российских ВКС сирийскими правительственными войсками было освобождено свыше 1 тыс. населённых пунктов, включая Алеппо, Пальмиру, Акербат, Дейр-эз-Зор, Меядин и Абу-Кемаль. Во время операции вооружённые силы РФ потеряли четыре военных самолёта и четыре вертолёта. Минобороны РФ признало гибель в Сирии 41 человека.

### 2018
29-30 января 2018 года в Сочи состоялся Конгресс сирийского национального диалога, в котором приняли участие около 1,4 тыс. представителей различных политических сил Сирии, проживающих как в Сирии, так и за рубежом, члены профсоюзов, старейшины племён, религиозные деятели, активисты и правозащитники и представители студенческих союзов, как оппозиционных, так и лояльных нынешнему сирийскому режиму и президенту страны Башару Асаду, международные наблюдатели и представители России, Турции и Ирана. Организаторы конгресса — Россия, Турция и Иран — придавали этому форуму ключевое значение в процессе мирного урегулирования в Сирии.
На форуме было принято решение о формировании полномочного органа из представителей официальных властей Сирии, оппозиции и независимых политиков для подготовки новой конституции Сирии под эгидой ООН в Женеве.
Несмотря на полученное приглашение, в конгрессе отказался участвовать Сирийский комитет по переговорам (СКП), базирующийся в Эр-Рияде (Саудовская Аравия). СКП был образован в ноябре 2016 года из различных фракций сирийской оппозиции для участия в переговорах по Сирии в Женеве, ведущихся под эгидой ООН. В него вошли три крупнейшие платформы, объединяющие различные сирийские оппозиционные силы, — Московская, Каирская и Эр-Риядская, названные по месту их образования, а также более мелкие фракции сирийской оппозиции и независимые оппозиционеры. Участие в конгрессе поддержали лишь десять из 34 членов СКП. Отдельные представители Каирской, Московской и Астанинской платформ оппозиции всё же участвовали в Конгрессе, как и представители так называемой внутренней оппозиции Сирии из платформы Хмеймим.
Отказалась от участия в сочинском форуме и ещё одна оппозиционная Башару Асаду сила — курдская партия «Демократический союз» (PYD), которая через Высший курдский совет контролирует значительные территории на севере Сирии вдоль границы с Турцией — самопровозглашённую Федерацию Северная Сирия. Против участия её представителей выступила Турция, чьё руководство считает её связанной с Рабочей партией Курдистана. Обе политические силы, по определению турецких властей, являются террористическими. Представители PYD не получили приглашение в Сочи, но до начала турецкой операции «Оливковая ветвь» против сирийских курдов были готовы общаться с Россией как с посредником в межсирийском урегулировании и вплоть до 22 января изъявляли желание приехать в Сочи и вели с Москвой переговоры по этому вопросу. Начало военной операции и позиция Москвы в этой связи повлияли на отношение курдов к России как посреднику. Курды обвинили Москву в сговоре с Анкарой, прекратили переговоры о приезде в Сочи и заявили, что PYD не намерена выполнять никакие договорённости, которые будут достигнуты в Сочи. Не получили приглашения в Сочи и представители другой ведущей курдской силы на севере Сирии — «Курдского национального совета» (КНС), — хотя Турция не была настроена против их участия.
18 декабря 2018 года «астанинская тройка» (Россия, Турция и Иран) передала представителям ООН список кандидатур в комиссию по разработке новой конституции, однако спецпосланник генсека ООН Стаффан де Мистура заявил, что предстоят дополнительные консультации на пути к созданию «инклюзивного, вызывающего доверие и сбалансированного конституционного комитета».
Российская военная группировка в течение 2018 года:
- осуществляла воздушную поддержку действий сирийских правительственных и проправительственных формирований по ликвидации анклавов вооружённой оппозиции в пригородах Дамаска, в провинциях Дамаск (Восточная Гута, Восточный Каламун, лагерь беженцев «Ярмук»), Даръа, Эль-Кунейтра, Идлиб, Хама, Хомс («Растанский котёл»);
- осуществляла контроль в зонах деэскалации, организацию гуманитарных коридоров, проведение иных гуманитарных операций, осуществляла посреднические миссии по проведению переговоров о мирном урегулировании и организации эвакуации членов радикальных оппозиционных группировок, отказывающихся от мирного сотрудничества с сирийскими властями, и их семей;
- способствовала возвращению «голубых касок» ООН в демилитаризованную зону между Сирией и Израилем на Голанских высотах.

3 февраля боевиками в провинции Идлиб был сбит военный самолёт ВКС РФ Су-25. Его пилот успел катапультироваться, но погиб в схватке с пытавшимися взять его в плен исламистами.
В начале февраля 2018 года в провинции Дейр-эз-Зор произошло масштабное боестолкновение между силами международной коалиции, возглавляемой США, и сирийскими проправительственными формированиями, в составе которых находилась многочисленная группа российских граждан. Число потерь среди проправительственных сил, по различным данным, могло составить до 200 человек. Масштабы потерь, которые понесли сирийские проправительственные формирования, и сообщения о том, что среди погибших и раненых оказались российские граждане, вызвали широкий общественный резонанс в России и за рубежом. Российские министерства обороны и иностранных дел подчёркивали то, что российские военнослужащие не имели отношения к инциденту.
6 марта при заходе на посадку на аэродроме «Хмеймим» потерпел крушение российский транспортный самолёт Ан-26, выполнявший плановый полёт на территории САР. На борту самолёта находились 33 пассажира и шесть членов экипажа. Все находившиеся на борту самолёта погибли.
7 апреля несколько сирийских неправительственных организаций обвинили правительственные войска в химической атаке против жителей города Дума (Восточная Гута). В Дамаске и Москве отвергли эти обвинения, назвав опубликованные видеоматериалы постановочными и фальсифицированными. Из-за разногласий России с другими членами Совета Безопасности ООН независимое расследование инцидента не состоялось. Госдепартамент США в беспрецедентно категоричной форме возложил на Россию и Иран ответственность за якобы имевшее место в Сирии применение химического оружия правительственными силами, а президент Трамп предупредил, что за поддержку Асада России «придётся заплатить большую цену». Инцидент в Восточной Гуте произошёл на фоне кризиса в отношениях России с США и Западом в целом, вышедшего на новый уровень в связи с «делом Скрипаля», при этом США продемонстрировали решимость идти на дальнейшее обострение отношений, чреватое угрозой прямого военного столкновения с Россией на сирийской территории. В ночь на 14 апреля США, Великобритания и Франция нанесли ракетные удары по Сирии.
В июле 2018 года на российско-американском саммите в Хельсинки Владимир Путин и Дональд Трамп обсудили ряд вопросов, касающихся ситуации в Сирии и, в частности, пришли к взаимопониманию по проблеме обеспечения безопасности Израиля в связи с присутствием на сирийской территории иранских вооружённых формирований. Путин отметил на пресс-конференции по окончании саммита, что после «завершения окончательного разгрома террористов на юго-западе Сирии… ситуация на Голанских высотах должна быть приведена в полное соответствие с соглашением 1974 года о разъединении израильских и сирийских войск… Это позволит … восстановить режим прекращения огня между Сирийской Арабской Республикой и Израилем, надёжно обеспечить безопасность государства Израиль». США, со своей стороны, обязались не препятствовать установлению контроля сирийской армии над территорией Сирии, прилегающей к оккупированным Израилем Голанским высотам.
На встрече также затрагивался вопрос послевоенного восстановления Сирии. Как стало известно агентству Reuters, глава Генштаба Валерий Герасимов позднее передал военному командованию США предложения о сотрудничестве в восстановлении тех регионов Сирии, что находятся под контролем правительственных войск, однако власти США отнеслись к этому предложению «холодно», а 17 августа Госдепартамент США сообщил, что власти страны решили перенаправить на другие цели средства, которые намечалось потратить на стабилизацию обстановки в Сирии.
В августе — начале сентября США усилили военное давление на Сирию в связи с подготовкой сирийской армии и проправительственных формирований к крупномасштабному наступлению на провинцию Идлиб — последний на территории Сирии крупный анклав антиправительственных вооружённых формирований. О готовности США нанести массированный удар в случае применения сирийскими властями химического оружия сообщило агентство Bloomberg. На фоне этих сообщений обострилась обстановка у средиземноморского побережья Сирии. Как сообщили в Минобороны России, 25 августа в Средиземное море вошёл американский эсминец USS Ross с 28 крылатыми ракетами Tomahawk, радиус действия которых позволяет нанести удары по всей территории Сирии. В Персидском заливе к этому времени уже находился USS Sullivans с 56 аналогичными ракетами, а на военную базу El Udeid в Катаре был переброшен стратегический бомбардировщик В-1В, на борту которого расположены 24 крылатые ракеты JASSM. Тем самым группировка носителей крылатых ракет достигла численности, достаточной для нанесения массированного удара по Сирии. Российские ВМС, со своей стороны, к 26 августа развернули здесь самую мощную группировку за всё время конфликта. Как сообщалось, корабли направлены в этот район в связи с угрозами международной коалиции нанести удары по позициям сирийских правительственных сил. О намерении присоединиться к США в нанесении удара по Сирии заявили Великобритания, Франция и Германия.
Напряжённость была снята после того, как 17 сентября по итогам переговоров между президентами России и Турции был подписан меморандум о стабилизации обстановки в провинции Идлиб и создании демилитаризованной зоны вдоль линии соприкосновения сирийских войск и вооружённой оппозиции.
В ночь на 18 сентября четыре истребителя F-16 ВВС Израиля нанесли удар управляемыми авиационными бомбами по сирийским объектам в районе города Латакия. Сирийские подразделения ПВО, пытаясь отразить удары с помощью ЗРК С-200, сбили российский самолёт радиоэлектронной разведки и радиоэлектронной борьбы Ил-20, заходивший в это время на посадку на авиабазе Хмеймим. Все 15 человек, находившиеся на борту, погибли. Минобороны РФ в своём заявлении возложило ответственность за гибель российского самолёта на израильские самолёты, которые осуществляли заход на цели на малой высоте со стороны Средиземного моря, фактически прикрываясь российским самолётом, и подставили его под огонь сирийской ПВО.
В связи с катастрофой российское руководство приняло решение в кратчайшие сроки поставить Сирии зенитные ракетные комплексы С-300 и установить на командных пунктах сирийских соединений ПВО российские автоматизированные системы управления для обеспечения централизованного управления всеми силами и средствами ПВО Сирии, ведения мониторинга воздушной обстановки и оперативного целеуказания. Кроме того, было заявлено, что в прилегающих к Сирии районах над акваторией Средиземного моря будет применяться радиоэлектронное подавление спутниковой навигации, бортовых РЛС и систем связи боевой авиации иностранных государств, атакующей объекты на сирийской территории.
3 октября министр обороны РФ Сергей Шойгу доложил Совету безопасности России о завершении доставки в Сирию зенитных комплексов С-300. Сергей Шойгу также доложил о начале работ по созданию единой системы управления ПВО в Сирии, которые, по его словам, будут завершены к 20 октября. По словам источников РБК в оборонно-промышленном комплексе, Сирия получит два дивизиона С-300ПМУ-2 — это экспортный вариант комплекса С-300ПМ-2 «Фаворит», способного бороться с самолётами на расстоянии до 200 км и с баллистическими ракетами малой и средней дальности на расстояниях до 40 км.
27 октября в Стамбуле состоялся саммит по Сирии, в котором приняли участие президент России Владимир Путин, канцлер Германии Ангела Меркель, президент Франции Эмманюэль Макрон и президент Турции Реджеп Эрдоган. Предполагалось, что стороны должны будут обсудить в первую очередь исполнение российско-турецкого соглашения по Идлибу от 17 сентября и продолжение процесса политического урегулирования. Российская сторона выносила на обсуждение вопросы по восстановлению Сирии, политическому урегулированию и взаимодействию с Западом. Владимир Путин по итогам саммита отметил, что соглашение по зоне деэскалации в Идлибе было временным, и Россия ожидает от Турции скорейшего вывода из Сирии всех вооружённых группировок. В случае, если боевики в идлибской зоне деэскалации продолжат свои вооружённые провокации, Россия будет готова «оказать действенную поддержку» сирийской армии в ликвидации этого очага конфликта, — заявил Путин.
18 декабря 2018 года министр обороны РФ Сергей Шойгу сообщил на годовой коллегии ведомства о завершении вывода основной российской группировки из Сирии: «На территорию России выведена техника и вооружение, не входящие в состав наших баз в Хмеймиме и Тартусе. Численный состав группировки сокращён и доведён до установленного штата, достаточного для выполнения задач». Полёты российской авиации в Сирии сокращены со 100 в день до двух-четырёх в неделю, в основном для доразведки обстановки. Шойгу уточнил, что состав остающейся в Сирии группировки типовой, сопоставимый с российскими военными базами в Киргизии, Таджикистане и Армении. На территории Сирии продолжает функционирование российский Центр по примирению враждующих сторон, в Сирии началась реализация программы по восстановлению мирной жизни и возвращению беженцев, для координации которой в России, Сирии, Ливане и Иордании созданы межведомственные координационные штабы.

### 2019
В январе 2019 года российская военная полиция приступила к патрулированию зоны безопасности вдоль сирийско-турецкой границы в районе населённого пункта Манбидж (север провинции Алеппо, 85 км от центра провинции) с задачей обеспечения безопасности и контроля за положением и перемещением вооружённых формирований.
В декабре 2018 года сирийская армия вошла в город Манбидж, после вывода из него курдских формирований, и подняла над городом сирийский флаг; курды согласились передать Манбидж сирийским властям в обмен на гарантию защиты города от турецкого вторжения.
Рост террористической активности в зоне деэскалации «Идлиб» (активизация террористической группировки «Хайат Тахрир аш-Шам», сумевшей серьёзно потеснить находящиеся в Идлибе протурецкие формирования) и проблемы, связанные с обеспечением безопасности на сирийской территории, после заявленного вывода войск США, потребовали встречи президентов России и Турции, которая состоялась 23 января в Москве. На переговорах были обсуждены вопросы о возможном проведении совместной сирийско-российской операции против террористических отрядов в Идлибе, а также о формировании Конституционного комитета, участники которого должны будут выработать контуры будущей политической системы Сирии. Владимир Путин, в частности, предложил турецкой стороне компромиссное решение на основе сирийско-турецкого Аданского соглашения 1998 года: российское руководство заявило о готовности согласиться на создании буферной зоны глубиной около 5 км вдоль сирийско-турецкой границы, которую бы с сирийской стороны взяли под свой контроль сирийские войска. Турция, однако, это предложение не приняла. Тем временем «Хайат Тахрир аш-Шам» («Джебхат ан-Нусра» и её союзники), одержав в январе верх в междоусобице с умеренными группировками, поддерживаемыми Турцией, укрепила свои позиции и постепенно взяла под свой контроль почти всю территорию провинции Идлиб, что радикально изменило ситуацию. «Джебхат ан-Нусра» отказалась сдавать тяжёлые вооружения и выводить своих боевиков с территории демилитаризованной зоны, о создании которой в сентябре 2018 года договорились президенты России и Турции.
14 февраля в Сочи состоялся саммит России, Турции и Ирана, посвящённый сирийскому кризису. Владимир Путин, Реджеп Тайип Эрдоган и Хасан Роухани приняли совместное заявление, в котором подвели итоги развития ситуации в Сирии с момента их последней встречи 7 сентября 2018 года. Стороны подчеркнули «твёрдую и неизменную приверженность суверенитету, независимости, единству и территориальной целостности Сирийской Арабской Республики». Россия, Турция и Иран отвергли «все попытки создать новые реалии „на земле“ под предлогом борьбы с терроризмом» и выразили решимость противостоять сепаратистским планам, направленным на подрыв суверенитета и территориальной целостности Сирии, а также национальной безопасности соседних стран. На саммите рассмотрели ситуацию в Идлибской зоне деэскалации, высказав серьёзную обеспокоенность попытками «Хайат Тахрир аш-Шам» усилить свои позиции в этом районе, договорились эффективно противодействовать этим попыткам.
В феврале российский Центр по примирению враждующих сторон совместно с правительством Сирии развернул в районах Джлеб и Джебель-эль-Гураб пункты пропуска для выхода беженцев лагеря Эр-Рукбан. Министерство обороны России призвало американское командование и лидеров незаконных вооружённых формирований в зоне «Эт-Танф» выпустить из лагеря для беженцев хотя бы женщин и детей, которые насильно удерживаются боевиками в нечеловеческих условиях. В начале марта в соответствии с решением, принятым на заседании межведомственных координационных штабов России и Сирии по возвращению беженцев на территорию САР, в целях предотвращения гуманитарной катастрофы в лагере беженцев Эр-Рукбан были сформированы и направлены к пункту пропуска Джлеб шесть автобусных колонн для добровольного и беспрепятственного возвращения жителей лагеря Эр-Рукбан к местам постоянного проживания. Американская сторона, однако, отказалась предоставить гарантии безопасности перемещения гуманитарных колонн в пределах 55-километровой зоны вокруг американской базы в Эт-Танфе, что фактически сорвало гуманитарную операцию по спасению сирийских граждан, находящихся в лагере Эр-Рукбан.
20 апреля российский вице-премьер Юрий Борисов по итогам встречи с сирийским президентом Башаром Асадом заявил, что Россия намерена подписать договор об аренде на 49 лет порта Тартус — одного из двух основных портов Сирии на Средиземном море. Там же находится единственная зарубежная база российского флота. В начале 2017 года Россия и Сирия подписали соглашение о размещении российского Военно-морского флота в порте Тартус на 49 лет. В конце 2017 года президент Владимир Путин подписал закон о ратификации соглашения с Сирией по расширению территории пункта материально-технического обеспечения в порту Тартус. По данным Минобороны, на эти цели ежегодно будет требоваться 3,2 млрд руб. В конце 2018 года сирийские власти сообщили о планах российских компаний построить аэропорт в Тартусе.
После 20 апреля резко участились бомбардировки сирийской и российской авиации в зоне деэскалации Идлиб. При этом, несмотря на неисполнение условий сентябрьского соглашения по зоне Идлиб и желание сирийских властей вернуть контроль над этим районом, российские представители продолжали утверждать, что время для масштабной операции ещё не пришло. В конце апреля в интервью ТАСС спецпредставитель президента РФ по Сирии Александр Лаврентьев заявлял: «На данном этапе мы не просто не приветствуем, а даже выступаем против каких-либо крупномасштабных наступательных операций, там очень много мирного населения, которое может быть использовано боевиками в качестве живого щита, допустить чего ни в коем случае нельзя». Президент Владимир Путин тогда же заявил, что на любую вылазку террористов последует ответный удар с российской стороны, но «широкомасштабная операция сейчас нецелесообразна».
В начале августа сирийская армия и ополчение перешли в наступление на севере провинции Хама (юг зоны деэскалации Идлиб). Президент России Путин подчеркнул, что Россия полностью поддерживает действия сирийской армии: «Были и неоднократно предпринимались попытки атак нашей военно-воздушной базы на Хмеймиме как раз из идлибской зоны… Поэтому мы поддерживаем усилия сирийской армии по проведению локальных операций по купированию этих террористических угроз». 23 августа представитель Генштаба сирийской армии заявил, что ВС Сирии полностью очистили северные районы провинции Хама от террористических формирований, «освободив 16 населённых пунктов на севере Хамы, а также город Хан-Шейхун на юге провинции Идлиб». Обострение ситуации в Идлибе потребовало незапланированного визита президента Турции Реджепа Тайипа Эрдогана в Россию и встречи с российским президентом Владимиром Путиным. Владимир Путин по итогам переговоров заявил о поддержке идеи создания зоны безопасности для Турции на её южных границах, что, по его словам, «будет хорошим условием для обеспечения территориальной целостности самой Сирии». Это заявление прозвучало неожиданно на фоне позиции сирийского руководства, считающего турецкое присутствие на территории Сирии оккупацией. Со своей стороны, президент Турции вновь обвинил власти Сирии в том, что они «бомбят гражданское население под предлогом борьбы с терроризмом». Президент Путин возложил всю ответственность за обострение ситуации на террористов и заявил, что в ходе российско-турецких переговоров были намечены «дополнительные совместные меры для нейтрализации террористических очагов в Идлибе и нормализации обстановки и в этой зоне и, как следствие, в Сирии в целом»
.

### 2020 год
В ноябре 2020 года Москва выделила Дамаску более миллиарда долларов, эти средства направлены на «гуманитарные цели, восстановление электросетей и промышленного производства, объектов религиозного культа».

### 2021 год
Август: обострение ситуации в провинции Даръа
К 1 сентября 2021 года сирийские и российские войска полностью взяли под свой контроль мятежную провинцию Даръа. Между боевиками и сирийским правительством был заключен договор о прекращении огня. Более 400 повстанцев согласились сдаться, у них изъяли более 300 единиц оружия, включая минометы и станковые гранатометы.
7 и 11 сентября ВКС России провели бомбардировки позиций сирийских боевиков в провинции Идлиб, которая является одной из самых проблемных зон в стране.

## Результаты
По оценке Ю. Румера и Р. Сокольски (англ. Eugene Rumer, Richard Sokolsky), все важные достижения России на Ближнем Востоке: продуктивные отношения с Египтом, Израилем, Саудовской Аравией и, по большей части, Турцией — стали возможны благодаря вмешательству в Сирии. Участие России в гражданской войне успешно продемонстрировало, что она является надёжным союзником и позволило ей закрепить своё военное присутствие в Средиземноморье. Тем не менее, роль России в регионе остаётся ограниченной, и её цели — восстановление целостности и экономики Сирии — могут быть достигнуты только путём балансирования и уступок в отношении Ирана и Турции.

## Послевоенное восстановление экономики
В связи с завершением боевых действий на значительной части территории страны всё большее значение приобретает решение вопросов, связанных с восстановлением экономики Сирии. Такие проекты в основном реализуются военными ведомствами Сирии и России. Многие российские компании заявляют о готовности подключиться к этой деятельности; прежде всего речь идёт о восстановлении нефтегазовой и энергетической инфраструктуры — модернизации четырёх ТЭС, восстановлении газотранспортной инфраструктуры, подземных хранилищ газа, нефтедобывающих и нефтеперерабатывающих объектов. В частности, «Стройтрансгаз Инжиниринг» вернулся к прерванному войной строительству Северного газоперерабатывающего завода и восстановлению газопроводов.
В октябре 2017 года сирийские власти предложили РЖД принять участие в восстановлении 290 км железнодорожных путей от фосфатных рудников близ Пальмиры до побережья (восстановление фосфатных разработок в районе Пальмиры было начато компанией «Стройтрансгаз» в июне 2017 года); стоимость проекта, по разным оценкам, может составить 1,45—2 млрд долл.
Как стало известно в октябре 2018 года, российским компаниям предложено принять участие в восстановлении сети железных дорог в Сирии и поставке подвижного состава. Предполагается, что железнодорожные линии будут доведены до границы с Ираком и, в будущем, до границы с Турцией. Также планируется построить новую железнодорожную линию из Дамаска до границ с Иорданией, для обеспечения маршрута Север — Юг из Европы до Персидского залива через Турцию, Сирию и Иорданию.
.

## Комментарии
1. 1 2  «Russia says U.N. Syria draft unacceptable: Itar-Tass» Архивная копия от 28 января 2012 на Wayback Machine.
2. 1 2  Тренин, 2013.
3. ↑  «Russian parliament unanimously approves use of troops in Syria» Архивная копия от 13 июля 2018 на Wayback Machine. 30 September 2015.
4. 1 2 3 4 5  Павел Аптекарь. Итоги двух лет российской операции в Сирии // Ведомости, 29 сентября 2017 года Архивная копия от 1 июля 2019 на Wayback Machine
5. ↑  «Syrian crisis: Russia air strikes 'strengthen IS'» Архивная копия от 28 марта 2019 на Wayback Machine. bbc.com. bbc.
6. 1 2  Дмитрий Тренин. Портрет сирийской войны Архивная копия от 5 января 2019 на Wayback Machine // Россия в глобальной политике № 3, 2017
7. 1 2 3 4 5  Война и мир Сирии. Восстановлению страны мешает раскол между двумя «антитеррористическими коалициями» Архивная копия от 10 января 2018 на Wayback Machine // «Коммерсантъ», 29.12.2017
8. ↑  Natasha Hall, Joost Hiltermann. The Day After Assad (англ.) // Foreign Affairs. — 2024-12-09. — ISSN 0015-7120.
9. ↑  Тренин, 2013, Россия и Сирия: долгая предыстория, с. 12—14.
10. ↑  Дм. Тренин «Позиция России по Сирии» Архивная копия от 8 декабря 2015 на Wayback Machine «Иносми» 6.02.2012 (перевод из Foreign Affairs)
11. ↑  Kreutz, Andrej. Russia in the Middle East: friend or foe? (англ.). — Westport, Connecticut: Greenwood Publishing Group, 2007.
12. ↑  A History of the Middle East, Peter Mansfield, Penguin 2010, 3rd edition, p.293 ISBN 978-0-7181-9231-0
13. ↑  International New York Times, 3 October 2015.
14. ↑  Breslauer, George W. (1990).
15. ↑  Peel, Michael; Clover, Charles (9 July 2012).
16. ↑  Lea, David (2001).
17. ↑  «От Асада до Асада». Дата обращения: 14 января 2018. Архивировано 13 ноября 2015 года.
18. 1 2 3  Военно-техническое сотрудничество России и Сирии. Досье // ТАСС, 30 сентября 2015. Дата обращения: 14 января 2018. Архивировано 13 января 2018 года.
19. ↑  Президент России Дмитрий Медведев и его сирийский коллега Башар Асад обсудят в четверг вопросы сотрудничества (HTML). Новости. Оружие России : Информационное агентство. Дата обращения: 2 декабря 2012. Архивировано из оригинала 18 января 2013 года.
20. ↑  Meyer, Henry; Cook, Brad; Arkhipov, Ilya (2 June 2011).
21. ↑  «US seeks Russia’s cooperation over Syria resolution» Архивная копия от 12 марта 2014 на Wayback Machine.
22. ↑  Al Jazeera Syria Live Blog: Saturday, 11 June 2011 — 10:33. http://blogs.aljazeera.net/liveblog/syria-jun-11-2011-1133.
23. 1 2  «Russian envoy calls for end to violence in Syria» Архивная копия от 5 ноября 2012 на Wayback Machine.
24. ↑  Baetz, Juergen (19 July 2011).
25. ↑  «Russia hardens stance on Syria» Архивная копия от 23 апреля 2019 на Wayback Machine.
26. ↑  Al Jazeera Libya Live Blog.
27. ↑  Khaled Yacoub Oweis (23 August 2011)
28. ↑  Louis Charbonneau (23 August 2011).
29. 1 2 3  Louis Charbonneau (26 August 2011).
30. 1 2  Sharp, Jeremy M.; Christopher M. Blanchard, eds. (26 марта 2012), Unrest in Syria and U.S. Sanctions Against the Asad Regime, CRS Report for Congress, Washington, DC: Congressional Research Service
31. 1 2  ‘U.N. Resolution on Syria Blocked by Russia and China’ Архивная копия от 15 июля 2018 на Wayback Machine. The New York Times, 4 October 2011. Retrieved 7 October 2015.
32. ↑  MacFarquhar, Neil (5 октября 2011). With Rare Double U.N. Veto on Syria, Russia and China Try to Shield Friend. The New York Times. Архивировано 23 апреля 2019. Дата обращения: 22 марта 2012.
33. 1 2  Russia will not allow Libya-style military intervention in Syria. Middle East Online. 1 ноября 2011. Архивировано 10 февраля 2013. Дата обращения: 4 ноября 2011.
34. ↑  «Syria opposition gains regional backers» Архивная копия от 14 мая 2012 на Wayback Machine.
35. ↑  «Russia proposes U.N. resolution on Syria; U.S. hopes to work with Moscow on draft» Архивная копия от 18 декабря 2011 на Wayback Machine.
36. ↑  Russia to promote its own Syria resolution at U.N. Reuters. 26 января 2012. Архивировано 27 января 2012. Дата обращения: 27 января 2012.
37. 1 2  The Long Road to Damascus. The Economist. Vol. 402, no. 8771. 11 февраля 2012. pp. 25–28.
38. ↑  MacFarquhar, Neil (4 февраля 2012). Russia and China Block U.N. Action on Crisis in Syria. The New York Times (англ.). Архивировано 23 апреля 2019. Дата обращения: 30 сентября 2017. {{cite news}}: Неизвестный параметр |coauthors= игнорируется (|author= предлагается) (справка)
39. ↑  Gutterman, Steve (21 марта 2012). Russia Out to Maintain Clout, Improve Image on Syria. Reuters. Архивировано 2 октября 2015. Дата обращения: 11 октября 2015.
40. ↑  Syrian opposition delegation holds talks with Russian diplomats in Moscow. The Washington Post. Associated Press. 16 апреля 2012. Архивировано 23 апреля 2019. Дата обращения: 19 апреля 2012.
41. 1 2  UN Security Council reaches tentative agreement on increasing monitors in Syria to 300. The Washington Post. Associated Press. 20 апреля 2012. Архивировано 23 апреля 2019. Дата обращения: 20 апреля 2012.
42. ↑  UN Authorizes 300 unarmed Syria Monitors. CNN. 21 апреля 2012. Архивировано 19 января 2013. Дата обращения: 22 апреля 2012.
43. ↑  [недійсне посилання]Meyer, Henry (20 апреля 2012). Putin Pins Hope on Syria Cease-Fire to Combat U.S. Supremacy. Bloomberg Businessweek. Архивировано 23 апреля 2012. Дата обращения: 20 апреля 2012.
44. ↑  Hubbard, Ben; Jordans, Robert (29 мая 2012). UN: Most of 108 killed in Syria were executed. CBS8. Associated Press. Архивировано 30 мая 2012. Дата обращения: 29 мая 2012.{{cite news}}:  Википедия:Обслуживание CS1 (множественные имена: authors list) (ссылка)
45. ↑  Russia Condemns Syria Over Massacre. Time. 28 мая 2012. Архивировано 30 мая 2012. Дата обращения: 29 мая 2012.
46. ↑  Syria massacre: Rebels share blame, says Russia's Lavrov. BBC News. 28 мая 2012. Архивировано 31 мая 2012. Дата обращения: 31 мая 2012.
47. ↑  Houla: How a massacre unfolded. BBC News. 29 мая 2012. Архивировано 9 ноября 2015. Дата обращения: 21 октября 2015.
48. ↑  Rosenberg, Steve. Why Russia Sells Syria Arms. BBC News (29 июня 2012). Дата обращения: 18 августа 2012. Архивировано 19 августа 2012 года.
49. ↑  Россия и Китай ветировали резолюцию по Сирии. Дата обращения: 26 ноября 2017. Архивировано 22 февраля 2017 года.
50. ↑  Vladimir Putin admits Bashar al-Assad responsible for Syrian uprising. Дата обращения: 21 октября 2015. Архивировано 14 июня 2013 года.
51. ↑  Путин В. В. Посещение телеканала Russia Today. интервью. Russia Today (11 июня 2013). Дата обращения: 30 октября 2015. Архивировано 29 октября 2015 года.
52. ↑  Vladimir V. Putin (12 сентября 2013). A Plea for Caution From Russia. The New York Times. p. A31. Архивировано 9 декабря 2020. Дата обращения: 13 сентября 2013.
53. ↑  Chemical Weapons — Syria. Дата обращения: 29 января 2018. Архивировано 7 сентября 2013 года.
54. ↑  Special Weapons Facilities — Syria. Дата обращения: 29 января 2018. Архивировано 25 мая 2011 года.
55. ↑  Эксперты ООН выявили пять фактов применения химоружия в Сирии. Дата обращения: 18 января 2018. Архивировано 18 декабря 2013 года.
56. ↑  Керри не верит в причастность сирийской оппозиции к химатаке | РИА Новости. Дата обращения: 18 января 2018. Архивировано 13 декабря 2013 года.
57. ↑  Эксперты: данные о применении в Сирии химоружия — провокация оппозиции | РИА Новости. Дата обращения: 18 января 2018. Архивировано 13 декабря 2013 года.
58. 1 2 3 4 5 6  Инициативы России и США по урегулированию сирийского конфликта // ТАСС, 3 октября 2016 года. Дата обращения: 18 января 2018. Архивировано 15 января 2018 года.
59. ↑  Сирия готова к уничтожению своего химоружия — Асад Архивная копия от 19 сентября 2013 на Wayback Machine Интерфакс
60. ↑  INTERFAX.RU — Сирия стала полноценным участником Конвенции по запрещению химического оружия. Дата обращения: 29 января 2018. Архивировано из оригинала 28 сентября 2013 года.
61. ↑  Россия убедила США не бомбить, а разоружить Дамаск — мятежники разочарованы Архивная копия от 22 сентября 2013 на Wayback Machine NEWSru.ua: Новости Украины 16 сентября. Обзор прессы.
62. ↑  И.Яковина. Уровнем выше // Lenta.ru, 14.06.2012. Дата обращения: 29 января 2018. Архивировано 30 мая 2016 года.
63. 1 2  UN calls for investigation into Houla killings in Syria. BBC News. 1 июня 2012. Архивировано 28 декабря 2015. Дата обращения: 21 октября 2015.
64. ↑  Syria: Reports of helicopter shipments underscore need for arms embargo. Amnesty International (19 июня 2012). Дата обращения: 25 июня 2012. Архивировано 22 июня 2012 года.
65. ↑  Isolate Syria's Arms Suppliers. Human Rights Watch (3 июня 2012). Дата обращения: 29 июня 2012. Архивировано 1 июля 2012 года.
66. ↑  Insight: Russia's Syria diplomacy, a game of smoke and mirrors. Reuters (6 июня 2013). Дата обращения: 6 июня 2013. Архивировано из оригинала 6 июня 2013 года.
67. ↑  Elder, Miriam., The Guardian, Thursday 28 June 2012., Syria will receive attack helicopters from Russia, Kremlin confirms. Дата обращения: 21 октября 2015. Архивировано 31 мая 2020 года.
68. ↑  Sayginer, Ozge. Why Russia will never back down? Reasons behind supporting the Assad regime. The European Strategist (20 июня 2012). Дата обращения: 23 июня 2012. Архивировано 23 апреля 2019 года.
69. ↑  Jessica Donati; Julia Payne (26 апреля 2012). How Russia, Iran keep fuel flowing to Syria. Reuters. Архивировано 27 апреля 2012. Дата обращения: 28 апреля 2012.
70. ↑  Syria: Moscow sends navy vessels to Syrian port. The Scotsman (19 июня 2012). Дата обращения: 23 июня 2012. Архивировано 27 апреля 2020 года.
71. ↑  Соглашение между Российской Федерацией и Сирийской Арабской Республикой о размещении авиационной группы Вооружённых Сил Российской Федерации на территории Сирийской Арабской Республики от 26 августа 2015 года. Дата обращения: 26 ноября 2017. Архивировано из оригинала 19 января 2016 года.
72. ↑  Госдума ратифицировала соглашение о размещении в Сирии авиагруппировки РФ Архивная копия от 10 октября 2016 на Wayback Machine// Интерфакс
73. ↑  Договор о дружбе и сотрудничестве между СССР и САР (1980) Архивная копия от 7 марта 2016 на Wayback Machine, РИА Новости (30 сентября 2015)
74. ↑  О дружбе и сотрудничестве между СССР и Сирийской Арабской Республикой / Договор от 08 октября 1980 года / Документ СПС-20770463/19845095 Архивная копия от 16 апреля 2018 на Wayback Machine, Право.ru
75. ↑  Асад в письме Путину попросил о военной помощи в Сирии Архивная копия от 1 апреля 2016 на Wayback Machine // Forbes
76. ↑  Асад в письме попросил Путина о военной поддержке. Газета.Ru (30 сентября 2015). Дата обращения: 1 октября 2015. Архивировано 4 марта 2016 года.
77. ↑  СМИ узнали о планах России нанести удары по ИГ без участия США // Интерфакс, 24 сентября 2015. Дата обращения: 4 января 2019. Архивировано 13 января 2018 года.
78. ↑  Россия отказалась присоединяться к возглавляемой США коалиции против ИГ. Интерфакс. 1 октября 2015. Архивировано 5 января 2018. Дата обращения: 4 января 2019.
79. ↑  Вооружённые силы Сирийской Арабской республики начали широкомасштабное наступление Архивная копия от 29 декабря 2018 на Wayback Machine // КП
80. 1 2 3  Из России с поддержкой. КАК РОССИЙСКИЕ ВОЕННЫЕ ПОМОГАЛИ БОРОТЬСЯ С ТЕРРОРИСТАМИ В СИРИИ // Спецпроект ТАСС. Дата обращения: 16 января 2019. Архивировано 7 августа 2016 года.
81. ↑  Российская авиагруппировка в Сирии увеличена в два раза. Интерфакс. 20 ноября 2015. Архивировано 20 ноября 2015. Дата обращения: 16 января 2019.
82. 1 2  Сирийский рубеж. Авторский коллектив: М. С. Барабанов, А. Д. Васильев, С. А. Денисенцев, А. В. Лавров, Н. А. Ломов, Ю. Ю. Лямин, А. В. Никольский, Р. Н. Пухов, М. Ю. Шеповаленко (редактор). С предисловием С. К. Шойгу и послесловием С. В. Лаврова. М.: Центр анализа стратегий и технологий, 2016. — 184 с. Глава 2. Крах «системы Сайкса-Пико» и начало гражданской войны в Сирии. Дата обращения: 17 января 2019. Архивировано 23 ноября 2018 года.
83. ↑  Перемирие в Сирии // РИА Новости, 26 февраля 2016. Дата обращения: 17 января 2019. Архивировано 12 августа 2016 года.
84. ↑  Перемирие в Сирии: условия и координационный центр Архивная копия от 2 августа 2016 на Wayback Machine // РИА Новости, 26 февраля 2016
85. ↑  На авиабазе Хмеймим начал работу Координационный центр по примирению враждующих сторон на территории Сирии // Министерство обороны Российской Федерации. Дата обращения: 29 января 2018. Архивировано 17 января 2019 года.
86. ↑  Путин: Россия выполнила задачи в Сирии // РИА Новости, 14 марта 2016. Дата обращения: 4 января 2019. Архивировано 12 января 2018 года.
87. 1 2 3  Сирийский год. Как Россия наращивала военную и дипломатическую активность на Ближнем Востоке // Журнал «Власть», 26.12.2016. Дата обращения: 26 ноября 2017. Архивировано 5 января 2019 года.
88. ↑  Ъ-Власть — Между Раккой и Алеппо. Дата обращения: 4 января 2019. Архивировано 1 декабря 2017 года.
89. ↑  Спецпосланник ООН в Сирии просит Путина и Обаму принять меры по сохранению перемирия Архивная копия от 1 декабря 2017 на Wayback Machine // Rambler News Service, 28.04.2016
90. 1 2  Перемирительная сила. Россия и Турция приглашают сирийское правительство и вооруженную оппозицию к столу переговоров // Газета «Коммерсантъ», 29.12.2016. Дата обращения: 26 ноября 2017. Архивировано 5 января 2019 года.
91. 1 2  Дружественному огню не дают разгореться Архивная копия от 19 января 2019 на Wayback Machine // «Коммерсантъ», 10.02.2017
92. ↑  «У всех иссякло терпение»: Вашингтон разорвал контакты с Москвой по Сирии Архивная копия от 14 января 2018 на Wayback Machine // ТАСС, 04.10.2016
93. ↑  Россия прошла боевое сокращение // Газета «Коммерсантъ», 13.01.2017. Дата обращения: 26 ноября 2017. Архивировано 19 января 2019 года.
94. ↑  Военные отчитались о выполненных палубной авиацией боевых задачах в САР. Дата обращения: 26 ноября 2017. Архивировано 19 сентября 2020 года.
95. ↑  В Минобороны подтвердили потерю Су-33 при посадке на «Адмирал Кузнецов». Дата обращения: 26 ноября 2017. Архивировано 5 декабря 2016 года.
96. ↑  Военные самолеты нашли общую цель // Газета «Коммерсантъ», 19.01.2017. Дата обращения: 26 ноября 2017. Архивировано 19 января 2019 года.
97. ↑  «Варварская атака режима Асада не должна остаться безнаказанной». Дональд Трамп назвал химатаку в Идлибе «печальным днем для России» // Коммерсант.ru, 06.04.2017. Дата обращения: 4 января 2019. Архивировано 11 января 2018 года.
98. ↑  Атака Трампа: что известно о ракетном ударе США по авиабазе в Сирии // РБК, 07.04.2017. Дата обращения: 4 января 2019. Архивировано 25 декабря 2018 года.
99. 1 2  Тиллерсон возложил на Россию ответственность за применение химоружия Дамаском // Интерфакс, 23.01.2018. Дата обращения: 4 января 2019. Архивировано 31 марта 2018 года.
100. ↑  Алексей Хлебников. Сможет ли Москва усидеть в Сирии на двух стульях // Ведомости, 22 ноября 2017 года. Дата обращения: 23 ноября 2017. Архивировано 13 февраля 2019 года.
101. ↑  Путин рассказал о переговорах с Асадом президенту Египта и премьеру Израиля // Взгляд, 21 ноября 2017 года. Дата обращения: 23 ноября 2017. Архивировано 13 февраля 2019 года.
102. ↑  Путин, Эрдоган и Роухани договорились о будущем Сирии // РБК, 22.11.2017. Дата обращения: 30 января 2018. Архивировано 9 декабря 2019 года.
103. 1 2 3  Бойкот Сочи: чего ждать от Конгресса сирийского нацдиалога // РБК, 29.01.2018. Дата обращения: 30 января 2018. Архивировано 31 января 2018 года.
104. 1 2  Нет повода не выйти. Российские военные приступили к завершению операции в Сирии // «Коммерсантъ», 12.12.2017. Дата обращения: 29 января 2018. Архивировано 8 января 2018 года.
105. ↑  Министр обороны доложил Верховному Главнокомандующему о выполнении его приказа по выводу российских войск из Сирии. Департамент информации и массовых коммуникаций Министерства обороны (22 декабря 2017). Дата обращения: 22 декабря 2017. Архивировано 23 декабря 2017 года.
106. 1 2  Участники конгресса в Сочи решили написать для Сирии новую Конституцию // РБК, 30.01.18. Дата обращения: 31 января 2018. Архивировано 9 декабря 2019 года.
107. ↑  Конгресс нацдиалога Сирии начался с опозданием из-за разногласий по флагу // РБК, 30.01.18. Дата обращения: 31 января 2018. Архивировано 6 января 2019 года.
108. ↑  Де Мистура рассказал о составе конституционной комиссии Сирии // РБК, 31.01.18. Дата обращения: 31 января 2018. Архивировано 6 января 2019 года.
109. ↑  Спецпредставитель Путина назвал два основных итога конгресса в Сочи // РБК, 31.01.18. Дата обращения: 31 января 2018. Архивировано 9 декабря 2019 года.
110. ↑  Сочи признали подплощадкой Женевы. Конгресс сирийского национального диалога выполнил свои задачи // Коммерсантъ, 01.02.2018. Дата обращения: 1 февраля 2018. Архивировано 1 февраля 2018 года.
111. ↑  У Сирии списки не сходятся. России, Турции и Ирану не удалось согласовать состав конституционного комитета республики // Газета «Коммерсантъ» № 234 от 19.12.2018. Дата обращения: 7 января 2019. Архивировано 29 декабря 2018 года.
112. ↑  Сирийские отряды попали под недружественный огонь. США заявили об уничтожении более ста бойцов сил, лояльных Башару Асаду // Коммерсантъ, 09.02.2018. Дата обращения: 7 января 2019. Архивировано 25 июня 2018 года.
113. ↑  В Сирии подлили яду в огонь. Атака в Восточной Гуте чревата российско-американским столкновением // Коммерсантъ, 09.04.2018. Дата обращения: 7 января 2019. Архивировано 13 апреля 2018 года.
114. ↑  «Мы можем стоять на пороге очень тяжелых, печальных событий». Как мир готовится к удару США по Сирии // Коммерсантъ, 11.04.2018. Дата обращения: 7 января 2019. Архивировано 12 апреля 2018 года.
115. ↑  Разговор с позиции Сирии. Пентагон и Минобороны РФ готовятся к военной операции // Коммерсантъ, 12.04.2018. Дата обращения: 7 января 2019. Архивировано 12 апреля 2018 года.
116. ↑  Токсичные деньги: почему Россия выступала против расширения бюджета ОЗХО // РБК, 20.11.2018. Дата обращения: 7 января 2019. Архивировано 25 декабря 2018 года.
117. ↑  Минобороны раскрыло содержание разговора Путина с Трампом о Сирии // РБК, 20.07.2018. Дата обращения: 7 января 2019. Архивировано 10 марта 2020 года.
118. ↑  Разминочный саммит: как прошла встреча Путина и Трампа в Хельсинки // РБК, 17.07.2018. Дата обращения: 14 января 2019. Архивировано 17 июля 2018 года.
119. ↑  Мирные недоговорённости. Чего достигли Владимир Путин и Дональд Трамп в Хельсинки // Коммерсантъ, 17.07.2018. Дата обращения: 14 января 2019. Архивировано 29 декабря 2018 года.
120. ↑  Спецпредставитель Путина проинформирует Иран о переговорах с США // РБК, 17.07.2018. Дата обращения: 7 января 2019. Архивировано 22 июля 2018 года.
121. ↑  Трамп заявил о развитии армии США вместо помощи Сирии // РБК, 19.08.2018. Дата обращения: 7 января 2019. Архивировано 26 декабря 2018 года.
122. ↑  Трамп предостерёг Россию от «серьёзной гуманитарной ошибки» в Сирии // РБК, 04.09.2018. Дата обращения: 7 января 2019. Архивировано 26 декабря 2018 года.
123. ↑  Bloomberg узнал о предупреждении от Болтона о готовности ударить по Сирии. РБК. Дата обращения: 7 сентября 2022. Архивировано 27 декабря 2018 года.
124. ↑  Лавров призвал уничтожить террористический «гнойник» в Сирии // РБК, 29.08.2018. Дата обращения: 7 января 2019. Архивировано 26 декабря 2018 года.
125. ↑  Сирия приведена в повышенную боеготовность. США стягивают в регион носители крылатых ракет // Коммерсант, 28.08.18. Дата обращения: 7 января 2019. Архивировано 19 октября 2018 года.
126. ↑  Минобороны сообщило о подготовке США удара по Сирии с моря и с воздуха // РБК, 27.08.2018о. Дата обращения: 7 января 2019. Архивировано 27 декабря 2018 года.
127. ↑  Россия развернула у берегов Сирии самую мощную группировку кораблей // РБК, 28.08.2018. Дата обращения: 7 января 2019. Архивировано 27 декабря 2018 года.
128. ↑  // НАТО сочло значительной российскую эскадру у берегов Сирии // РБК, 28.08.2018. Дата обращения: 7 января 2019. Архивировано 27 декабря 2018 года.
129. ↑  В шаге от войны // Free news, 29.08.2018. Дата обращения: 7 января 2019. Архивировано 29 августа 2018 года.
130. ↑  Болтон пообещал «более мощный» ответ на применение химоружия в Сирии // РБК, 10.09.2018. Дата обращения: 7 января 2019. Архивировано 27 декабря 2018 года.
131. ↑  Меркель допустила возможность присоединения Германии к удару по Сирии // РБК, 12.09.2018. Дата обращения: 7 января 2019. Архивировано 27 декабря 2018 года.
132. ↑  Иран заявил о предотвращении войны в Сирии благодаря дипломатии // РБК, 18.09.2018. Дата обращения: 7 января 2019. Архивировано 27 декабря 2018 года.
133. ↑  Трамп поблагодарил Россию и Сирию за остановку наступления в Идлибе // РБК, 26.09.2018. Дата обращения: 7 января 2019. Архивировано 27 декабря 2018 года.
134. ↑  Цель случайных обстоятельств. Российский Ил-20 стал жертвой отражения израильского налета на Сирию // Коммерсантъ, 19.09.2018. Дата обращения: 8 января 2019. Архивировано 4 декабря 2018 года.
135. ↑  Вся Сирия укроется за С-300. Россия нашла адекватный ответ на гибель экипажа Ил-20 // Коммерсантъ, 25.09.2018. Дата обращения: 8 января 2019. Архивировано 25 сентября 2018 года.
136. ↑  Шойгу отчитался о доставке в Сирию комплексов С-300 // РБК, 03.10.2018. Дата обращения: 8 января 2019. Архивировано 25 декабря 2018 года.
137. ↑  Путин опроверг обсуждение судьбы Асада в ходе саммита в Стамбуле // РБК, 27.10.2018. Дата обращения: 8 января 2019. Архивировано 25 декабря 2018 года.
138. ↑  Путин заявил о готовности России к новой военной операции в Идлибе // РБК, 27.10.2018. Дата обращения: 8 января 2019. Архивировано 25 декабря 2018 года.
139. ↑  Сирию распереговорят на четверых. Лидеры Турции, России, Франции и Германии встретятся в Стамбуле // Газета «Коммерсантъ» № 198 от 27.10.2018. Дата обращения: 8 января 2019. Архивировано 31 декабря 2018 года.
140. ↑  Сирийский решим. Как Владимир Путин в Стамбуле выход искал // Газета «Коммерсантъ» № 198 от 29.10.2018. Дата обращения: 8 января 2019. Архивировано 31 декабря 2018 года.
141. ↑  Шойгу: число вылетов авиации ВКС РФ в Сирии сократилось со 100 в день до 2-4 в неделю // ТАСС, 18.12.2018. Дата обращения: 11 января 2019. Архивировано 11 января 2019 года.
142. ↑  Российская военная полиция начала патрулировать район Сирии рядом с Турцией Архивная копия от 8 января 2019 на Wayback Machine // Коммерсантъ, 08.01.2019
143. ↑  «Мы хотим, чтобы американская оккупация прекратилась». Замглавы МИД РФ Сергей Вершинин о ситуации в Сирии Архивная копия от 19 февраля 2019 на Wayback Machine // «Коммерсантъ» от 08.02.2019
144. ↑  Сирии обещана безопасность без Америки. Москва и Анкара договариваются об урегулировании после ухода США Архивная копия от 4 февраля 2022 на Wayback Machine // «Коммерсантъ» № 12 от 24.01.2019
145. ↑  Президенты Путин и Эрдоган сверят ответы на сирийский вопрос. На переговорах в Москве обсудят обстановку, сложившуюся после вывода американских войск Архивная копия от 11 февраля 2019 на Wayback Machine // «Коммерсантъ» № 11 от 23.01.2019
146. 1 2  Президенты России и Турции продемонстрировали согласие Архивная копия от 11 октября 2019 на Wayback Machine // «Коммерсантъ» № 154 от 28.08.2019
147. ↑  Лидеры России, Турции и Ирана подтвердили приверженность целостности Сирии Архивная копия от 18 февраля 2019 на Wayback Machine // ТАСС, 14.02.2019
148. ↑  Пункты временного размещения для беженцев из «Эр-Рукбана» развернут 19 февраля Архивная копия от 12 апреля 2019 на Wayback Machine // ТАСС, 15.02.2019
149. ↑  МО РФ: США отказались гарантировать безопасность перемещения гуманитарных колонн в Сирии Архивная копия от 12 апреля 2019 на Wayback Machine // ТАСС, 03.03.2019
150. ↑  Борисов анонсировал контракт на аренду сирийского порта Тартус на 49 лет // РБК, 20.04.2019. Дата обращения: 19 августа 2019. Архивировано 30 октября 2020 года.
151. ↑  Деэскалация перешла в нападение. Ситуация на севере Сирии вновь резко обострилась // Газета «Коммерсантъ» № 78 от 07.05.2019. Дата обращения: 5 января 2025. Архивировано 18 августа 2019 года.
152. ↑  Турция применила высокосочинское оружие  Архивная копия от 11 октября 2019 на Wayback Machine // «Коммерсантъ» № 148 от 20.08.2019
153. ↑  Сирийская армия заявила о полной зачистке северных районов Хамы от террористов // ТАСС, 23.08.2019. Дата обращения: 28 августа 2019. Архивировано 23 августа 2019 года.
154. 1 2 3  «Маневры за спиной Москвы» США покидают Ближний Восток. Почему это не поможет России усилить свои позиции в Сирии Архивная копия от 17 октября 2021 на Wayback Machine // Lenta.ru, 16 сентября 2021
155. ↑  Для России настал момент Деръа. Сирийскую провинцию спасают от зачистки Архивная копия от 5 августа 2021 на Wayback Machine // Газета «Коммерсантъ» № 136 от 04.08.2021
156. ↑  Румер, 2021, с. 26.
157. ↑  Румер, 2021, с. 26—27.
158. ↑  Восстановлению Сирии добавят рисков. США могут принять меры против российских компаний за участие в нём Архивная копия от 4 января 2019 на Wayback Machine // «Коммерсантъ» № 191 от 18.10.2018
159. ↑  Сирия привлечет Россию к строительству железной дороги в Ирак Архивная копия от 9 января 2019 на Wayback Machine // РБК, 02.10.2018